# Venezuela nos Jogos Pan-Americanos de 2019
A Venezuela competiu nos Jogos Pan-Americanos de 2019 em Lima, Peru, de 26 de julho a 11 de agosto de 2019.
A delegação venezuelana consistiu em 280 atletas (153 homens e 127 mulheres).

## Atletas
Abaixo está a lista do número de atletas (por gênero) participando dos jogos por esporte/disciplina.
| Esporte               | Masculino | Feminino | Total |
| --------------------- | --------- | -------- | ----- |
| Atletismo             | 14        | 12       | 26    |
| Badminton             | 1         | 1        | 2     |
| Basquetebol           | 16        | 4        | 20    |
| Boliche               | 2         | 2        | 4     |
| Boxe                  | 4         | 2        | 6     |
| Canoagem              | 4         | 6        | 10    |
| Caratê                | 5         | 5        | 10    |
| Ciclismo              | 11        | 6        | 17    |
| Esgrima               | 6         | 7        | 13    |
| Fisiculturismo        | 1         | 1        | 2     |
| Ginástica             | 5         | 8        | 13    |
| Golfe                 | 2         | 2        | 4     |
| Hipismo               | 4         | 1        | 5     |
| Judô                  | 5         | 3        | 8     |
| Levantamento de peso  | 6         | 4        | 10    |
| Lutas                 | 11        | 4        | 15    |
| Natação               | 12        | 11       | 23    |
| Patinação sobre rodas | 2         | 2        | 4     |
| Pelota basca          | 1         | 2        | 3     |
| Pentatlo moderno      | 2         | 0        | 2     |
| Polo aquático         | 0         | 11       | 11    |
| Raquetebol            | 0         | 1        | 1     |
| Remo                  | 3         | 0        | 3     |
| Saltos ornamentais    | 2         | 3        | 5     |
| Softbol               | 15        | 15       | 30    |
| Surfe                 | 3         | 3        | 6     |
| Taekwondo             | 3         | 4        | 7     |
| Tênis de mesa         | 2         | 1        | 3     |
| Tiro com arco         | 1         | 2        | 3     |
| Tiro esportivo        | 5         | 0        | 5     |
| Triatlo               | 0         | 1        | 1     |
| Vela                  | 3         | 3        | 6     |
| Voleibol              | 2         | 0        | 2     |
| Total                 | 153       | 127      | 280   |

## Medalhistas
| Nome                                                   | Esporte               | Evento                 | Gênero    | Dia          | Medalha |
| ------------------------------------------------------ | --------------------- | ---------------------- | --------- | ------------ | ------- |
| Génesis Rodríguez                                      | Levantamento de peso  | -55 kg                 | Feminino  | 28 de julho  | Ouro    |
| Julio Mayora                                           | Levantamento de peso  | -73 kg                 | Masculino | 28 de julho  | Ouro    |
| Rubén Limardo                                          | Esgrima               | Espada individual      | Masculino | 5 de agosto  | Ouro    |
| Luis Avendaño                                          | Lutas                 | Greco-romana 87 kg     | Masculino | 7 de agosto  | Ouro    |
| Antonio Díaz                                           | Caratê                | Kata individual        | Masculino | 9 de agosto  | Ouro    |
| Yulimar Rojas                                          | Atletismo             | Salto triplo           | Feminino  | 9 de agosto  | Ouro    |
| Elvismar Rodríguez                                     | Judô                  | -70 kg                 | Feminino  | 10 de agosto | Ouro    |
| Daniel Dhers                                           | Ciclismo              | BMX estilo livre       | Masculino | 11 de agosto | Ouro    |
| Andrés Delgado                                         | Caratê                | -67 kg                 | Masculino | 11 de agosto | Ouro    |
| Jesús González                                         | Levantamento de peso  | -109 kg                | Masculino | 29 de julho  | Prata   |
| Hersony Canelón                                        | Ciclismo              | Keirin                 | Masculino | 4 de agosto  | Prata   |
| Jesús Limardo                                          | Esgrima               | Espada individual      | Masculino | 5 de agosto  | Prata   |
| Wuileixis Rivas                                        | Lutas                 | Greco-romana 77 kg     | Masculino | 7 de agosto  | Prata   |
| Patrizia Piovesan                                      | Esgrima               | Espada individual      | Feminino  | 7 de agosto  | Prata   |
| Betzabeth Argüello                                     | Lutas                 | Livre 53 kg            | Feminino  | 8 de agosto  | Prata   |
| Moisés Pérez                                           | Lutas                 | Greco-romana 130 kg    | Masculino | 8 de agosto  | Prata   |
| Jhoan Bitar                                            | Patinação sobre rodas | 300 m contra o relógio | Masculino | 9 de agosto  | Prata   |
| Pedro Ceballos                                         | Lutas                 | Livre 86 kg            | Masculino | 10 de agosto | Prata   |
| Anriquelis Barrios                                     | Judô                  | -63 kg                 | Feminino  | 10 de agosto | Prata   |
| José Daniel Díaz                                       | Lutas                 | Livre 97 kg            | Masculino | 10 de agosto | Prata   |
| Claudymar Sequera                                      | Caratê                | -61 kg                 | Feminino  | 10 de agosto | Prata   |
| Pedro Pineda                                           | Judô                  | +100 kg                | Masculino | 11 de agosto | Prata   |
| Omaira Molina                                          | Caratê                | +68 kg                 | Feminino  | 11 de agosto | Prata   |
| Yusleidy Figueroa                                      | Levantamento de peso  | -59 kg                 | Feminino  | 28 de julho  | Bronze  |
| Keydomar Vallenilla                                    | Levantamento de peso  | -96 kg                 | Masculino | 29 de julho  | Bronze  |
| Gabriel Maestre                                        | Boxe                  | Peso meio-médio        | Masculino | 30 de julho  | Bronze  |
| Nalek Korbaj                                           | Boxe                  | Peso meio-pesado       | Masculino | 30 de julho  | Bronze  |
| Luis Angel Cabrera                                     | Boxe                  | Peso leve              | Masculino | 30 de julho  | Bronze  |
| Irismar Cardozo                                        | Boxe                  | Peso mosca             | Feminino  | 30 de julho  | Bronze  |
| Hersony Canelón                                        | Ciclismo              | Velocidade individual  | Masculino | 3 de agosto  | Bronze  |
| Alejandra Benítez                                      | Esgrima               | Sabre individual       | Feminino  | 6 de agosto  | Bronze  |
| Luillys Pérez                                          | Lutas                 | Greco-romana 97 kg     | Masculino | 7 de agosto  | Bronze  |
| Francisco Limardo Jesús Limardo Rubén Limardo          | Esgrima               | Espada por equipes     | Masculino | 8 de agosto  | Bronze  |
| Stefany Hernández                                      | Ciclismo              | BMX corrida            | Feminino  | 9 de agosto  | Bronze  |
| Andrea Armada                                          | Caratê                | Kata individual        | Feminino  | 9 de agosto  | Bronze  |
| Ricardo Valderrama                                     | Judô                  | -66 kg                 | Masculino | 9 de agosto  | Bronze  |
| Jhoan Bitar                                            | Patinação sobre rodas | 500 m                  | Masculino | 10 de agosto | Bronze  |
| Rosa Rodríguez                                         | Atletismo             | Lançamento de martelo  | Feminino  | 10 de agosto | Bronze  |
| Patrizia Piovesan Lizze Escalona María Gabriela Gascón | Esgrima               | Espada por equipes     | Feminino  | 10 de agosto | Bronze  |
| Freddy Valera                                          | Caratê                | -84 kg                 | Masculino | 10 de agosto | Bronze  |
| Luis Vivenes                                           | Lutas                 | Livre 125 kg           | Masculino | 10 de agosto | Bronze  |
| Marianth Baute                                         | Caratê                | -68 kg                 | Feminino  | 11 de agosto | Bronze  |
| Jovanni Martínez                                       | Caratê                | -60 kg                 | Masculino | 11 de agosto | Bronze  |

| Esporte               | Medalha de ouro | Medalha de prata | Medalha de bronze | Total |
| Caratê                | 2               | 2                | 4                 | 8     |
| Levantamento de peso  | 2               | 1                | 2                 | 5     |
| Lutas                 | 1               | 5                | 2                 | 8     |
| Esgrima               | 1               | 2                | 3                 | 6     |
| Judô                  | 1               | 2                | 1                 | 4     |
| Ciclismo              | 1               | 1                | 2                 | 4     |
| Atletismo             | 1               | 0                | 1                 | 2     |
| Patinação sobre rodas | 0               | 1                | 1                 | 2     |
| Boxe                  | 0               | 0                | 4                 | 4     |
| Total                 | 9               | 14               | 20                | 43    |

| Medalhas por dia | Medalhas por dia | Medalhas por dia | Medalhas por dia | Medalhas por dia  | Medalhas por dia | Medalhas por dia |
| ---------------- | ---------------- | ---------------- | ---------------- | ----------------- | ---------------- | ---------------- |
| Dia              | Data             | Medalha de ouro  | Medalha de prata | Medalha de bronze | Total            |                  |
| 1                | 27 de julho      | 0                | 0                | 0                 | 0                |                  |
| 2                | 28 de julho      | 2                | 0                | 1                 | 3                |                  |
| 3                | 29 de julho      | 0                | 1                | 1                 | 2                |                  |
| 4                | 30 de julho      | 0                | 0                | 4                 | 4                |                  |
| 5                | 31 de julho      | 0                | 0                | 0                 | 0                |                  |
| 6                | 1 de agosto      | 0                | 0                | 0                 | 0                |                  |
| 7                | 2 de agosto      | 0                | 0                | 0                 | 0                |                  |
| 8                | 3 de agosto      | 0                | 0                | 1                 | 1                |                  |
| 9                | 4 de agosto      | 0                | 1                | 0                 | 1                |                  |
| 10               | 5 de agosto      | 1                | 1                | 0                 | 2                |                  |
| 11               | 6 de agosto      | 0                | 0                | 1                 | 1                |                  |
| 12               | 7 de agosto      | 1                | 2                | 1                 | 4                |                  |
| 13               | 8 de agosto      | 0                | 2                | 1                 | 3                |                  |
| 14               | 9 de agosto      | 2                | 1                | 3                 | 6                |                  |
| 15               | 10 de agosto     | 1                | 4                | 5                 | 10               |                  |
| 16               | 11 de agosto     | 2                | 2                | 2                 | 6                |                  |
| Total            | Total            | 9                | 14               | 20                | 43               |                  |

| Medalhas por gênero | Medalhas por gênero | Medalhas por gênero | Medalhas por gênero | Medalhas por gênero | Medalhas por gênero |
| ------------------- | ------------------- | ------------------- | ------------------- | ------------------- | ------------------- |
| Gênero              | Medalha de ouro     | Medalha de prata    | Medalha de bronze   | Total               |                     |
| Feminino            | 3                   | 5                   | 8                   | 16                  |                     |
| Masculino           | 6                   | 9                   | 12                  | 27                  |                     |
| Misto               | 0                   | 0                   | 0                   | 0                   |                     |
| Total               | 9                   | 14                  | 20                  | 43                  |                     |

## Atletismo
Atletas venezuelanos participaram dos Jogos Pan-Americanos de 2019, após a Associação de Atletismo Pan-Americana (APA) confirmou 23 vagas para o país.
Masculino
Pista e estrada
| Atleta                                                     | Evento                | Semifinais | Semifinais | Final       | Final       |
| Atleta                                                     | Evento                | Tempo      | Posição    | Tempo       | Posição     |
| ---------------------------------------------------------- | --------------------- | ---------- | ---------- | ----------- | ----------- |
| Kelvis Padrino                                             | 400 m                 | 46.99      | 14º        | Não avançou | Não avançou |
| Lucirio Antonio Garrido                                    | 800 m                 | 1:49.51    | 6º q       | Não começou | 8º          |
| José Peña                                                  | 3000 m com obstáculos | —          | —          | 9:02.04     | 9º          |
| Alberto Aguilar Abdel Kalil Alexis Nieves Rafael Vásquez   | Revezamento 4x100 m   | —          | —          | 39.73       | 8º          |
| Alberto Aguilar Kelvis Padrino Omar Longart Usvart Zulueta | Revezamento 4x400 m   | —          | —          | 3:10.65     | 8º          |
| Richard Vargas                                             | 20 km marcha          | —          | —          | 1:25:08     | 8º          |

Chave: Q=Classificado à próxima fase pela posição na bateria; q=Classificado à próxima fase por tempo; *=Atleta correu na fase preliminar, mas não na final
Campo
| Atleta           | Evento          | Classificação | Classificação | Final     | Final   |
| Atleta           | Evento          | Distância     | Posição       | Distância | Posição |
| ---------------- | --------------- | ------------- | ------------- | --------- | ------- |
| Eure Yáñez       | Salto em altura | —             | —             | 2.21      | 7º      |
| Leodan Torrealba | Salto triplo    | —             | —             | 16.27     | 7º      |

Chave: Q=Classificado à final baseado na posição no grupo; q=Classificado à final baseado na posição em campo sem atingir marca de classificação
Combinado – Decatlo
| Atleta           | Evento    | 100 m | SD   | AP    | SA   | 400 m | 110 B | LD    | SV   | LD    | 1500 m  | Final | Posição |
| ---------------- | --------- | ----- | ---- | ----- | ---- | ----- | ----- | ----- | ---- | ----- | ------- | ----- | ------- |
| Georni Jaramillo | Resultado | 10.87 | 7.18 | 15.84 | 1.85 | 48.91 | 14.27 | 45.36 | 4.40 | 59.86 | 4:51.77 | 7913  | 4º      |
| Georni Jaramillo | Pontos    | 890   | 857  | 841   | 670  | 866   | 940   | 774   | 731  | 736   | 608     | 7913  | 4º      |
| Gerson Izaguirre | Resultado | 11.21 | 7.29 | 12.28 | 1.94 | 50.78 | 14.54 | 40.40 | 4.60 | 54.23 | 5:02.21 | 7415  | 7º      |
| Gerson Izaguirre | Pontos    | 814   | 883  | 623   | 749  | 779   | 906   | 673   | 790  | 651   | 547     | 7415  | 7º      |

Feminino
Pista e estrada
| Atleta                                                   | Evento              | Semifinais | Semifinais | Final       | Final       |
| Atleta                                                   | Evento              | Tempo      | Posição    | Tempo       | Posição     |
| -------------------------------------------------------- | ------------------- | ---------- | ---------- | ----------- | ----------- |
| Andrea Purica                                            | 100 m               | 11.64      | 9º         | Não avançou | Não avançou |
| Nercely Soto                                             | 200 m               | 24.67      | 20º        | Não avançou | Não avançou |
| Génesis Romero                                           | 100 m com barreiras | 13.18      | 8º q       | 13.44       | 8º          |
| Yoveinny Mota                                            | 100 m com barreiras | 13.60      | 13º        | Não avançou | Não avançou |
| Nediam Vargas Andrea Purica Génesis Romero Aries Sánchez | Revezamento 4x100 m | —          | —          | 44.73       | 6º          |
| Arelys Rodríguez                                         | Maratona            | —          | —          | 2:47:05     | 14º         |

Chave: Q=Classificada à próxima fase pela posição na bateria; q=Classificada à próxima fase por tempo; *=Atleta correu na fase preliminar, mas não na final
Campo
| Atleta           | Evento                | Classificação | Classificação | Final     | Final             |
| Atleta           | Evento                | Distância     | Posição       | Distância | Posição           |
| ---------------- | --------------------- | ------------- | ------------- | --------- | ----------------- |
| Aries Sánchez    | Salto em distância    | —             | —             | 6.15      | 12º               |
| Yulimar Rojas    | Salto triplo          | —             | —             | 15.11     | Medalha de ouro   |
| Robeilys Peinado | Salto com vara        | —             | —             | 4.55      | 4º                |
| Ahymara Espinoza | Arremesso de peso     | —             | —             | 16.49     | 10º               |
| Rosa Rodríguez   | Lançamento de martelo | —             | —             | 69.48     | Medalha de bronze |

Chave: Q=Classificada à final baseado na posição no grupo; q=Classificada à final baseado na posição em campo sem atingir marca de classificação
Combinado – Heptatlo
| Atleta          | Evento    | 100 B       | SA           | AP           | 200 m        | SD           | LD           | 800 m        | Final        | Posição      |
| --------------- | --------- | ----------- | ------------ | ------------ | ------------ | ------------ | ------------ | ------------ | ------------ | ------------ |
| Luisaris Toledo | Resultado | Não começou | Não terminou | Não terminou | Não terminou | Não terminou | Não terminou | Não terminou | Não terminou | Não terminou |
| Luisaris Toledo | Pontos    | Não começou | Não terminou | Não terminou | Não terminou | Não terminou | Não terminou | Não terminou | Não terminou | Não terminou |

## Badminton
A Venezuela classificou dois jogadores de badminton (um por gênero).
| Atleta                        | Evento               | Primeira rodada       | Segunda rodada            | Oitavas-de-final     | Quartas-de-final     | Semifinais           | Final                | Posição     |
| Atleta                        | Evento               | Adversário Resultado  | Adversário Resultado      | Adversário Resultado | Adversário Resultado | Adversário Resultado | Adversário Resultado | Posição     |
| ----------------------------- | -------------------- | --------------------- | ------------------------- | -------------------- | -------------------- | -------------------- | -------------------- | ----------- |
| Frank Barrios                 | Individual masculino | Bye                   | Lam (USA) D 0-2           | Não avançou          | Não avançou          | Não avançou          | Não avançou          | Não avançou |
| Tiffany Sanchez               | Individual feminino  | Rodriguez (CUB) D 0-2 | Não avançou               | Não avançou          | Não avançou          | Não avançou          | Não avançou          | Não avançou |
| Frank Barrios Tiffany Sanchez | Duplas mistas        | —                     | Leon / Montre (CHI) D 0-2 | Não avançou          | Não avançou          | Não avançou          | Não avançou          | Não avançou |

## Basquetebol

### 5x5
Sumário
| Equipe              | Evento    | Fase preiminar       | Fase preiminar           | Fase preiminar                             | Fase preiminar | Semifinal            | Final / MB / Po.                         | Final / MB / Po. |
| Equipe              | Evento    | Adversário Resultado | Adversário Resultado     | Adversário Resultado                       | Posição        | Adversário Resultado | Adversário Resultado                     | Posição          |
| ------------------- | --------- | -------------------- | ------------------------ | ------------------------------------------ | -------------- | -------------------- | ---------------------------------------- | ---------------- |
| Venezuela masculino | Masculino | Porto Rico · D 64–73 | Estados Unidos · D 53–70 | Ilhas Virgens dos Estados Unidos · V 87–84 | 3º             | —                    | Jogo do quinto lugar · Uruguai · V 78–68 | 5º               |

#### Masculino
Grupo B
| Equipe                       | J | V | D | PF  | PC  | Dif | Pts |
| ---------------------------- | - | - | - | --- | --- | --- | --- |
| PUR Porto Rico               | 3 | 3 | 0 | 261 | 237 | +24 | 6   |
| USA Estados Unidos           | 3 | 2 | 1 | 273 | 224 | +49 | 5   |
| VEN Venezuela                | 3 | 1 | 2 | 204 | 227 | -23 | 4   |
| ISV Ilhas Virgens Americanas | 3 | 0 | 3 | 257 | 307 | -50 | 3   |

| 31 de julho 13:30 | Relatório | Porto Rico                                      | 73–64 | Venezuela                                                     |  | Coliseo Eduardo Dibós, Lima Árbitros: Leandro Lezcano (ARG) |  |
| 31 de julho 13:30 | Relatório | Placar por quarto: 11–12, 15–18, 23–14, 24–20   |       |                                                               |  | Coliseo Eduardo Dibós, Lima Árbitros: Leandro Lezcano (ARG) |  |
| 31 de julho 13:30 | Relatório | Pts: Collier 13 Rbts: Andujar 9 Asts: Collier 4 |       | Pts: Colmenares, Zamora 12 Rbts: Colmenares 13 Asts: Vargas 8 |  | Coliseo Eduardo Dibós, Lima Árbitros: Leandro Lezcano (ARG) |  |

| 1 de agosto 21:00 | Relatório | Venezuela                                                    | 53–70 | Estados Unidos                                  |  | Coliseo Eduardo Dibós, Lima Árbitros: Cristiano Maranho (BRA) |  |
| 1 de agosto 21:00 | Relatório | Placar por quarto: 13–20, 16–14, 8–16, 16–20                 |       |                                                 |  | Coliseo Eduardo Dibós, Lima Árbitros: Cristiano Maranho (BRA) |  |
| 1 de agosto 21:00 | Relatório | Pts: Colmenares 16 Rbts: Vargas 9 Asts: Colmenares, Vargas 2 |       | Pts: Powell 30 Rbts: Gillespie 7 Asts: Diallo 3 |  | Coliseo Eduardo Dibós, Lima Árbitros: Cristiano Maranho (BRA) |  |

| 2 de agosto 18:00 | Relatório | Ilhas Virgens dos Estados Unidos                     | 84–87 | Venezuela                                      |  | Coliseo Eduardo Dibós, Lima Árbitros: Michael Weiland (CAN) |  |
| 2 de agosto 18:00 | Relatório | Placar por quarto: 19–19, 29–20, 15–24, 21–24        |       |                                                |  | Coliseo Eduardo Dibós, Lima Árbitros: Michael Weiland (CAN) |  |
| 2 de agosto 18:00 | Relatório | Pts: Milligan 22 Rbts: three players 7 Asts: Hodge 3 |       | Pts: Zamora 19 Rbts: Carrera 11 Asts: Vargas 4 |  | Coliseo Eduardo Dibós, Lima Árbitros: Michael Weiland (CAN) |  |

Disputa pelo quinto lugar
| 3 de agosto 13:30 | Relatório | Venezuela                                        | 78–68 | Uruguai                                        |  | Coliseo Eduardo Dibós, Lima Árbitros: Jorge Vazquez (PUR) |  |
| 3 de agosto 13:30 | Relatório | Placar por quarto: 19–25, 17–12, 23–22, 19–9     |       |                                                |  | Coliseo Eduardo Dibós, Lima Árbitros: Jorge Vazquez (PUR) |  |
| 3 de agosto 13:30 | Relatório | Pts: Zamora 15 Rbts: Graterol 7 Asts: Guillent 3 |       | Pts: Rojas 17 Rbts: Wachsmann 7 Asts: Parodi 3 |  | Coliseo Eduardo Dibós, Lima Árbitros: Jorge Vazquez (PUR) |  |

### 3x3
Sumário
| Equipe              | Evento    | Fase preliminar          | Fase preliminar      | Fase preliminar                | Fase preliminar                | Fase preliminar      | Fase preliminar | Semifinal            | Final / MB / Po.                              | Final / MB / Po. |
| Equipe              | Evento    | Adversário Resultado     | Adversário Resultado | Adversário Resultado           | Adversário Resultado           | Adversário Resultado | Posição         | Adversário Resultado | Adversário Resultado                          | Posição          |
| ------------------- | --------- | ------------------------ | -------------------- | ------------------------------ | ------------------------------ | -------------------- | --------------- | -------------------- | --------------------------------------------- | ---------------- |
| Venezuela masculino | Masculino | Estados Unidos · D 14–21 | Brasil · V 21–20     | Argentina · V 22–20            | República Dominicana · D 18–22 | Porto Rico · D 10–21 | 5º              | Não avançou          | Jogo do quinto lugar Predefinição:3x3 V 21–16 | 5º               |
| Venezuela feminino  | Feminino  | Uruguai · V 14–8         | Brasil · D 20–22     | República Dominicana · D 13–18 | Estados Unidos · D 14–18       | Argentina · D 11–14  | 5º              | Não avançou          | Uruguai · V 21–11                             | 5º               |

#### Masculino
Fase preliminar
Grupo A
|  | Equipes classificadas à fase final          |
|  | Equipes classificadas à disputa de 5º lugar |

Todas as partidas seguem o fuso horário local (UTC-5).
| Equipe                   | J | V | D | PF  | PC  | Dif | Pts |
| ------------------------ | - | - | - | --- | --- | --- | --- |
| PRI Porto Rico           | 5 | 5 | 0 | 104 | 70  | +34 | 10  |
| BRA Brasil               | 5 | 3 | 2 | 101 | 91  | +10 | 8   |
| USA Estados Unidos       | 5 | 2 | 3 | 99  | 89  | +10 | 7   |
| DOM República Dominicana | 5 | 2 | 3 | 81  | 98  | -17 | 7   |
| VEN Venezuela            | 5 | 2 | 3 | 85  | 104 | -19 | 7   |
| ARG Argentina            | 5 | 1 | 4 | 86  | 104 | -18 | 6   |

| 27 de julho 16:00 | Relatório | Estados Unidos | 21–14 | Venezuela      |  | Coliseo Eduardo Dibós, Lima Árbitros: Ángel Martínez (PUR) / Gonzalo Paz (URU) |  |
| 27 de julho 16:00 | Relatório | Pts: Jones 12  |       | Pts: Carrera 7 |  | Coliseo Eduardo Dibós, Lima Árbitros: Ángel Martínez (PUR) / Gonzalo Paz (URU) |  |

| 27 de julho 19:00 | Relatório | Venezuela       | 21–20 | Argentina     |  | Coliseo Eduardo Dibós, Lima Árbitros: Ángel Martínez (PUR) / Carolina Zachi (BRA) |  |
| 27 de julho 19:00 | Relatório | Pts: Carrera 12 |       | Pts: Romano 6 |  | Coliseo Eduardo Dibós, Lima Árbitros: Ángel Martínez (PUR) / Carolina Zachi (BRA) |  |

| 28 de julho 14:30 | Relatório | Brasil            | 20–22 | Venezuela       |  | Coliseo Eduardo Dibós, Lima Árbitros: Ángel Martínez (PUR) / Glenn Tuitt (USA) |  |
| 28 de julho 14:30 | Relatório | Pts: Froehlich 10 |       | Pts: Carrera 14 |  | Coliseo Eduardo Dibós, Lima Árbitros: Ángel Martínez (PUR) / Glenn Tuitt (USA) |  |

| 28 de julho 17:30 | Relatório | Venezuela                | 18–22 | República Dominicana |  | Coliseo Eduardo Dibós, Lima Árbitros: Gonzalo Paz (URU) / Glenn Tuitt (USA) |  |
| 28 de julho 17:30 | Relatório | Pts: Sifontes, Carrera 7 |       | Pts: Núñez 17        |  | Coliseo Eduardo Dibós, Lima Árbitros: Gonzalo Paz (URU) / Glenn Tuitt (USA) |  |

| 28 de julho 20:30 | Relatório | Porto Rico               | 21–10 | Venezuela       |  | Coliseo Eduardo Dibós, Lima Árbitros: Glenn Tuitt (USA) / Carolina Zachi (BRA) |  |
| 28 de julho 20:30 | Relatório | Pts: Fernández, Matías 7 |       | Pts: Martínez 5 |  | Coliseo Eduardo Dibós, Lima Árbitros: Glenn Tuitt (USA) / Carolina Zachi (BRA) |  |

Disputa pelo 5º lugar
| 29 de julho 11:30 | Relatório | Venezuela       | 21–16 | Argentina     |  | Coliseo Eduardo Dibós, Lima Árbitros: Ángel Martínez (PUR) / Glenn Tuitt (USA) |  |
| 29 de julho 11:30 | Relatório | Pts: Carrera 11 |       | Pts: Romano 6 |  | Coliseo Eduardo Dibós, Lima Árbitros: Ángel Martínez (PUR) / Glenn Tuitt (USA) |  |

#### Feminino
Fase preliminar
Grupo A
|  | Equipes classificadas à fase final          |
|  | Equipes classificadas à disputa de 5º lugar |

Todas as partidas seguem o fuso horário local (UTC-5).
| Equipe               | J | V | D | PP  | PC | SP  | Pontos |
| -------------------- | - | - | - | --- | -- | --- | ------ |
| Estados Unidos       | 5 | 5 | 0 | 102 | 48 | +54 | 10     |
| Argentina            | 5 | 4 | 1 | 76  | 68 | +8  | 8      |
| República Dominicana | 5 | 3 | 2 | 68  | 73 | –5  | 6      |
| Brasil               | 5 | 2 | 3 | 76  | 89 | –13 | 4      |
| Venezuela            | 5 | 1 | 4 | 72  | 80 | –8  | 2      |
| Uruguai              | 5 | 0 | 5 | 55  | 91 | –36 | 0      |

| 27 de julho 15:00 | Report | Venezuela            | 14–8 | Uruguai       |  | Coliseo Eduardo Dibos Árbitros: Glenn Tuitt (USA) / Carolina Zachi (BRA) |  |
| 27 de julho 15:00 | Report | Pts: Wallen, Pérez 5 |      | Pts: Gayoso 3 |  | Coliseo Eduardo Dibos Árbitros: Glenn Tuitt (USA) / Carolina Zachi (BRA) |  |

| 27 de julho 18:30 | Relatório | Brasil         | 22–20 | Venezuela      |  | Coliseo Eduardo Dibós, Lima Árbitros: Ángel Martínez (PUR) / Glenn Tuitt (USA) |  |
| 27 de julho 18:30 | Relatório | Pts: Mariano 8 |       | Pts: Wallen 10 |  | Coliseo Eduardo Dibós, Lima Árbitros: Ángel Martínez (PUR) / Glenn Tuitt (USA) |  |

| 27 de julho 20:30 | Relatório | Venezuela     | 13–18 | República Dominicana     |  | Coliseo Eduardo Dibós, Lima Árbitros: Sonia Maldonado (PUR) / Carolina Zachi (BRA) |  |
| 27 de julho 20:30 | Relatório | Pts: Wallen 7 |       | Pts: Monsac, Hernández 6 |  | Coliseo Eduardo Dibós, Lima Árbitros: Sonia Maldonado (PUR) / Carolina Zachi (BRA) |  |

| 28 de julho 17:00 | Relatório | Venezuela    | 14–18 | Estados Unidos         |  | Coliseo Eduardo Dibós, Lima Árbitros: Gonzalo Paz (URU) / Carolina Zachi (BRA) |  |
| 28 de julho 17:00 | Relatório | Pts: Pérez 6 |       | Pts: Hebard, Ionescu 7 |  | Coliseo Eduardo Dibós, Lima Árbitros: Gonzalo Paz (URU) / Carolina Zachi (BRA) |  |

| 28 de julho 19:30 | Relatório | Argentina      | 14–11 | Venezuela     |  | Coliseo Eduardo Dibós, Lima Árbitros: Gonzalo Paz (URU) / Carolina Zachi (BRA) |  |
| 28 de julho 19:30 | Relatório | Pts: Boquete 8 |       | Pts: Wallen 8 |  | Coliseo Eduardo Dibós, Lima Árbitros: Gonzalo Paz (URU) / Carolina Zachi (BRA) |  |

Disputa pelo 5º lugar
| 29 de julho 11:00 | Report | Venezuela      | 21–11 | Uruguai       |  | Coliseo Eduardo Dibos Árbitros: Sonia Maldonado (PUR) / Carolina Zachi (BRA) |  |
| 29 de julho 11:00 | Report | Pts: Márquez 8 |       | Pts: Gayoso 9 |  | Coliseo Eduardo Dibos Árbitros: Sonia Maldonado (PUR) / Carolina Zachi (BRA) |  |

## Boliche
A Venezuela classificou dois homens e duas mulheres em virtude de ter ficado entre os quatro melhores  dos Jogos Sul-Americanos de 2018.
| Atleta                          | Evento               | Classificação / Final | Classificação / Final | Classificação / Final | Classificação / Final | Classificação / Final | Classificação / Final | Classificação / Final | Classificação / Final | Classificação / Final | Classificação / Final | Classificação / Final | Classificação / Final | Classificação / Final | Classificação / Final | Eliminatórias | Eliminatórias | Eliminatórias | Eliminatórias | Eliminatórias | Eliminatórias | Eliminatórias | Eliminatórias | Eliminatórias | Eliminatórias | Eliminatórias | Semifinal            | Final                | Final       |
| Atleta                          | Evento               | Bloco 1               | Bloco 1               | Bloco 1               | Bloco 1               | Bloco 1               | Bloco 1               | Bloco 2               | Bloco 2               | Bloco 2               | Bloco 2               | Bloco 2               | Bloco 2               | Bloco 2               | Posição               | Eliminatórias | Eliminatórias | Eliminatórias | Eliminatórias | Eliminatórias | Eliminatórias | Eliminatórias | Eliminatórias | Eliminatórias | Eliminatórias | Eliminatórias | Semifinal            | Final                | Final       |
| Atleta                          | Evento               | 1                     | 2                     | 3                     | 4                     | 5                     | 6                     | 7                     | 8                     | 9                     | 10                    | 11                    | 12                    | Total                 | Posição               | 1             | 2             | 3             | 4             | 5             | 6             | 7             | 8             | Total         | Grande total  | Posição       | Adversário Resultado | Adversário Resultado | Posição     |
| ------------------------------- | -------------------- | --------------------- | --------------------- | --------------------- | --------------------- | --------------------- | --------------------- | --------------------- | --------------------- | --------------------- | --------------------- | --------------------- | --------------------- | --------------------- | --------------------- | ------------- | ------------- | ------------- | ------------- | ------------- | ------------- | ------------- | ------------- | ------------- | ------------- | ------------- | -------------------- | -------------------- | ----------- |
| Luis Rovaina                    | Individual masculino | 201                   | 224                   | 182                   | 213                   | 190                   | 176                   | 191                   | 189                   | 250                   | 214                   | 223                   | 268                   | 2521                  | 20º                   | Não avançou   | Não avançou   | Não avançou   | Não avançou   | Não avançou   | Não avançou   | Não avançou   | Não avançou   | Não avançou   | Não avançou   | Não avançou   | Não avançou          | Não avançou          | Não avançou |
| Ildemaro Ruiz                   | Individual masculino | 225                   | 215                   | 202                   | 214                   | 200                   | 182                   | 268                   | 213                   | 227                   | 216                   | 181                   | 204                   | 2547                  | 18º                   | Não avançou   | Não avançou   | Não avançou   | Não avançou   | Não avançou   | Não avançou   | Não avançou   | Não avançou   | Não avançou   | Não avançou   | Não avançou   | Não avançou          | Não avançou          | Não avançou |
| Luis Rovaina Ildemaro Ruiz      | Duplas masculinas    | 359                   | 408                   | 486                   | 422                   | 478                   | 499                   | 463                   | 392                   | 423                   | 491                   | 373                   | 508                   | 5302                  | 7º                    | —             | —             | —             | —             | —             | —             | —             | —             | —             | —             | —             | —                    | —                    | —           |
| Patricia de Faría               | Individual feminino  | 222                   | 170                   | 158                   | 214                   | 182                   | 188                   | 212                   | 174                   | 201                   | 214                   | 182                   | 213                   | 2330                  | 20º                   | Não avançou   | Não avançou   | Não avançou   | Não avançou   | Não avançou   | Não avançou   | Não avançou   | Não avançou   | Não avançou   | Não avançou   | Não avançou   | Não avançou          | Não avançou          | Não avançou |
| Karen Marcano                   | Individual feminino  | 199                   | 116                   | 265                   | 215                   | 185                   | 171                   | 218                   | 211                   | 203                   | 238                   | 184                   | 183                   | 2388                  | 16º                   | Não avançou   | Não avançou   | Não avançou   | Não avançou   | Não avançou   | Não avançou   | Não avançou   | Não avançou   | Não avançou   | Não avançou   | Não avançou   | Não avançou          | Não avançou          | Não avançou |
| Patricia de Faría Karen Marcano | Duplas femininas     | 390                   | 396                   | 335                   | 382                   | 423                   | 344                   | 423                   | 412                   | 452                   | 416                   | 473                   | 416                   | 4862                  | 7º                    | —             | —             | —             | —             | —             | —             | —             | —             | —             | —             | —             | —                    | —                    | —           |

## Boxe
A Venezuela classificou seis boxeadores (quatro homens e duas mulheres).
Masculino
| Atleta          | Evento | Quartas-de-final     | Semifinal             | Final                | Final             |
| Atleta          | Evento | Adversário Resultado | Adversário Resultado  | Adversário Resultado | Posição           |
| --------------- | ------ | -------------------- | --------------------- | -------------------- | ----------------- |
| Luis Cabrera    | –60 kg | Defreitas (JAM) V    | de los Santos (DOM) D | Não avançou          | Medalha de bronze |
| Luis Arcón      | –64 kg | Davis (USA) D        | Não avançou           | Não avançou          |                   |
| Gabriel Maestre | –69 kg | Miranda (PER) V      | Polanco (DOM) D       | Não avançou          | Medalha de bronze |
| Nalek Korbaj    | –81 kg | Georges (DOM) V      | La Cruz (CUB) D       | Não avançou          | Medalha de bronze |

Feminino
| Atleta          | Evento | Quartas-de-final     | Semifinal            | Final                | Final             |
| Atleta          | Evento | Adversário Resultado | Adversário Resultado | Adversário Resultado | Posição           |
| --------------- | ------ | -------------------- | -------------------- | -------------------- | ----------------- |
| Irismar Cardozo | –51 kg | Madrid (ESA) V       | Fuchs (USA) D        | Não avançou          | Medalha de bronze |
| Krisandy Rios   | –60 kg | Ellis (USA) D        | Não avançou          | Não avançou          |                   |

## Canoagem

### Slalom
A Venezuela classificou um total de quatro canoístas para o slalom (dois homens e duas mulheres).
| Atleta           | Evento                       | Fase preliminar | Fase preliminar | Fase preliminar | Semifinal   | Semifinal   | Final       | Final       |
| Atleta           | Evento                       | Descida 1       | Descida 2       | Posição         | Tempo       | Posição     | Tempo       | Posição     |
| ---------------- | ---------------------------- | --------------- | --------------- | --------------- | ----------- | ----------- | ----------- | ----------- |
| Melquisidec Vega | C-1 masculino                | 159.84          | 94.71           | 5º Q            | 106.06      | 5º Q        | 102.13      | 5º          |
| Alexis Pérez     | K-1 masculino                | 102.05          | 89.29           | 6º Q            | 99.48       | 6º          | Não avançou | Não avançou |
| Alexis Pérez     | K-1 slalom extremo masculino |                 |                 | 3º              | Não avançou | Não avançou | Não avançou | Não avançou |
| Emily Vega       | K-1 feminino                 | 322.65          | 195.38          | 9º              | Não avançou | Não avançou | Não avançou | Não avançou |
| Mariana Torres   | C-1 feminino                 | 213.56          | 145.58          | 6º Q            | 254.39      | 6º          | Não avançou | Não avançou |
| Mariana Torres   | K-1 slalom extremo feminino  | DSQ             | DSQ             | DSQ             | Não avançou | Não avançou | Não avançou | Não avançou |

### Velocidade
A Venezuela classificou seis canoístas de velocidade (dois homens e quatro mulheres).
Masculino
| Atleta                     | Evento     | Eliminatória | Eliminatória | Semifinal | Semifinal | Final    | Final   |
| Atleta                     | Evento     | Tempo        | Posição      | Tempo     | Posição   | Tempo    | Posição |
| -------------------------- | ---------- | ------------ | ------------ | --------- | --------- | -------- | ------- |
| Edward Paredes             | C-1 1000 m | 4:43.873     | 6º SF        | 4:27.539  | 4º F      | 4:09.201 | 5º      |
| Edward Paredes José Solano | C-2 1000 m | —            | —            | —         | —         | 3:56.523 | 4º      |

Feminino
| Atleta                                                     | Evento    | Eliminatória | Eliminatória | Semifinal | Semifinal | Final       | Final   |
| Atleta                                                     | Evento    | Tempo        | Posição      | Tempo     | Posição   | Tempo       | Posição |
| ---------------------------------------------------------- | --------- | ------------ | ------------ | --------- | --------- | ----------- | ------- |
| Mara Guerrero                                              | K-1 200 m | 44.546       | 5º SF        | 44.523    | 5 º       | Não avançou | 9º      |
| Eliana Escalona                                            | K-1 500 m | 2:11.143     | 5º SF        | 2:08.721  | 5º        | Não avançou | 9º      |
| Eliana Escalona Mara Guerrero                              | K-2 500 m | 1:59.905     | 4º SF        | 1:55.625  | 3º F      | 1:56.684    | 6º      |
| Mara Guerrero Eliana Escalona Karla Patiño Zulmary Sánchez | K-4 500 m | —            | —            | —         | —         | 1:45.223    | 6º      |

Legenda de classificação: QF – Classificado à final; SF – Classificado à semifinal

## Caratê
A Venezuela classificou uma equipe de 10 caratecas (cinco homens e cinco mulheres).
Kumite
| Atleta            | Evento           | Fase de grupos         | Fase de grupos         | Fase de grupos          | Fase de grupos | Semifinal            | Final                 | Final             |
| Atleta            | Evento           | Adversário Resultado   | Adversário Resultado   | Adversário Resultado    | Posição        | Adversário Resultado | Adversário Resultado  | Posição           |
| ----------------- | ---------------- | ---------------------- | ---------------------- | ----------------------- | -------------- | -------------------- | --------------------- | ----------------- |
| Jovanni Martinez  | −60 kg masculino | Escalante (PER) V 5-2  | González (CHI) V 5-3   | Estrada (MEX) V 3-1     | 1º Q           | Brose (BRA) D 8-4    | Não avançou           | Medalha de bronze |
| Andrés Madera     | −67 kg masculino | Veloso (CHI) V 5-4     | Avila (PER) V KIK      | Noriega (CUB) V 5-1     | 1º Q           | Ferreras (DOM) V 1-1 | Veloso (CHI)          | Medalha de ouro   |
| Jhosed Ortuño     | −75 kg masculino | Maldonado (GUA) E 0-0  | Soriano (DOM) D 3-6    | Charpentier (CHI) V 2-0 | 4º             | Não avançou          | Não avançou           |                   |
| Freddy Valera     | −84 kg masculino | Mendoza (PER) V 3–0    | Sinisterra (COL) E 0-0 | Espinoza (ECU) V 1-0    | 2º Q           | Madani (USA) D 0-1   | Não avançou           | Medalha de bronze |
| Genesis Navarrete | −55 kg feminino  | Torres (CUB) D 1-3     | Campbell (CAN) D 6-7   | Vindrola (PER) V 3–1    | 3º             | Não avançou          | Não avançou           |                   |
| Claudymar Garcés  | −61 kg feminino  | dos Santos (BRA) E 0–0 | Factos (ECU) V 4-3     | Grande (PER) D 0-8      | 2º Q           | Díaz (DOM) V 5-0     | Grande (PER) D 1-6    | Medalha de prata  |
| Marianth Cuervo   | −68 kg feminino  | Mosquera (COL) V 5-1   | Sepe (BRA) V 6-1       | Murphy (USA) V 3-0      | 1º Q           | Li (CHI) D 2-2       | Não avançou           | Medalha de bronze |
| Omaira Molina     | +68 kg feminino  | Lingl (USA) V 5-2      | Castro (ARG) V 3-0     | —                       | 1º Q           | Aco (PER) V 5-2      | Rodríguez (DOM) D 2-6 | Medalha de prata  |

Kata (forms)
| Atleta        | Evento               | Fase de grupos 1 | Fase de grupos 1 | Fase de grupos 2 | Fase de grupos 2 | Final / MB                 | Final / MB        |
| Atleta        | Evento               | Resultado        | Posição          | Resultado        | Posição          | Adversário Resultado       | Posição           |
| ------------- | -------------------- | ---------------- | ---------------- | ---------------- | ---------------- | -------------------------- | ----------------- |
| Antonio Díaz  | Individual masculino | 24.32            | 1º Q             | 25.14            | 1º Q             | Torres (USA) V 25.82-25.46 | Medalha de ouro   |
| Andrea Armada | Individual feminino  | 23.48            | 2º Q             | 24.20            | 2º Q             | Ngo (CAN) V 24.74-24.00    | Medalha de bronze |

## Ciclismo

### BMX
| Atleta              | Evento                     | Classificação | Classificação | Quartas-de-final | Quartas-de-final | Semifinal | Semifinal | Final        | Final             |
| Atleta              | Evento                     | Tempo         | Posição       | Pontos           | Posição          | Pontos    | Posição   | Tempo        | Posição           |
| ------------------- | -------------------------- | ------------- | ------------- | ---------------- | ---------------- | --------- | --------- | ------------ | ----------------- |
| Jefferson Milano    | BMX corrida masculina      | 33.775        | 8º Q          | 8                | 3º Q             | 9         | 2º Q      | Não terminou | 6º                |
| Rubén García        | BMX corrida masculina      | 34.163        | 10º Q         | 10               | 3º Q             | 18        | 5º        | Não avançou  | 10º               |
| Stefany Hernández   | BMX corrida feminina       | 38.674        | 3º Q          | —                | —                | 5         | 2º Q      | 38.106       | Medalha de bronze |
| Daniel Dhers        | BMX estilo livre masculino | 80.42         | 2º Q          | —                | —                | —         | —         | 88.50        | Medalha de ouro   |
| Yeinkerly Hernández | BMX estilo livre feminino  | 36.00         | 8º Q          | —                | —                | —         | —         | 28.00        | 8º                |

### Estrada
| Atleta          | Evento                       | Tempo        | Posição      |
| --------------- | ---------------------------- | ------------ | ------------ |
| Orluis Aular    | Corrida em estrada masculina | 4:08:13      | 11º          |
| Ralph Monsalve  | Corrida em estrada masculina | Não terminou | Não terminou |
| Clever Martínez | Corrida em estrada masculina | Não terminou | Não terminou |
| Máximo Rojas    | Corrida em estrada masculina | Não terminou | Não terminou |
| Orluis Aular    | Contra o relógio masculino   | 47:04.25     | 6º           |
| Lilibeth Chacón | Corrida em estrada feminina  | 2:19:53      | 15º          |
| Wilmarys Moreno | Corrida em estrada feminina  | 2:19:51      | 7º           |
| Angie González  | Corrida em estrada feminina  | 2:20:34      | 27º          |
| Wilmarys Moreno | Contra o relógio feminino    | 28:27.65     | 17º          |

### Pista
Velocidade
| Atleta                                                     | Evento               | Classificação | Classificação | Oitavas-de-final       | Repescagem 1                 | Quartas-de-final                 | Semifinais           | Final                | Final             |
| Atleta                                                     | Evento               | Tempo         | Posição       | Adversário Tempo       | Adversário Tempo             | Adversário Resultado             | Adversário Resultado | Adversário Resultado | Posição           |
| ---------------------------------------------------------- | -------------------- | ------------- | ------------- | ---------------------- | ---------------------------- | -------------------------------- | -------------------- | -------------------- | ----------------- |
| Hersony Canelón                                            | Individual masculino | 10.196        | 6º Q          | Fonseca (BRA) V 10.543 | —                            | Botasso (ARG) V' 10.904 V 10.731 | Phillip (TTO) D      | Quintero (COL) D     | Medalha de bronze |
| César Marcano                                              | Individual masculino | 10.364        | 12º Q         | Phillip (TTO) D        | Fonseca (BRA) Wammes (CAN) D | Não avançou                      | Não avançou          | Não avançou          | 12º               |
| Hersony Canelón César Marcano Clever Martínez Ángel Pulgar | Equipe masculina     | Não começou   | Não começou   | Não avançou            | Não avançou                  | Não avançou                      | Não avançou          | Não avançou          | 6º                |

Keirin
| Atleta          | Evento    | Eliminatórias | Final            |
| Atleta          | Evento    | Posição       | Posição          |
| --------------- | --------- | ------------- | ---------------- |
| Hersony Canelón | Masculino | 2º Q          | Medalha de prata |

Omnium
| Atleta         | Event     | Corrida de scratch | Corrida de scratch | Corrida por tempo | Corrida por tempo | Corrida de eliminação | Corrida de eliminação | Corrida por pontos | Corrida por pontos | Total  | Total   |
| Atleta         | Event     | Posição            | Pontos             | Posição           | Pontos            | Posição               | Pontos                | Posição            | Pontos             | Pontos | Posição |
| -------------- | --------- | ------------------ | ------------------ | ----------------- | ----------------- | --------------------- | --------------------- | ------------------ | ------------------ | ------ | ------- |
| Ángel Pulgar   | Masculino | 8º                 | 26                 | 4º                | 34                | 11º                   | 20                    | 6º                 | 20                 | 100    | 6º      |
| Angie González | Feminino  | 9º                 | 24                 | 11º               | 20                | 14º                   | 14                    | 13º                | 0                  | 58     | 12º     |

Madison
| Atleta                       | Evento    | Pontos      | Posição     |
| ---------------------------- | --------- | ----------- | ----------- |
| Clever Martínez Máximo Rojas | Masculino | -37         | 9º          |
| Angie González Zuralmy Rivas | Feminino  | Não começou | Não começou |

### Mountain bike
| Atleta         | Evento                  | Tempo   | Posição |
| -------------- | ----------------------- | ------- | ------- |
| Yonathan Mejía | Cross-country masculino | 1:32:57 | 10º     |

## Esgrima
A Venezuela classificou uma equipe de 13 esgrimistas (seis homens e sete mulheres).
Masculino
| Atleta                                               | Evento             | Fase de grupos | Fase de grupos | Fase de grupos | Oitavas-de-final        | Quartas-de-final       | Semifinal                  | Final                      | Final             |
| Atleta                                               | Evento             | V              | D              | Posição        | Adversário Resultado    | Adversário Resultado   | Adversário Resultado       | Adversário Resultado       | Posição           |
| ---------------------------------------------------- | ------------------ | -------------- | -------------- | -------------- | ----------------------- | ---------------------- | -------------------------- | -------------------------- | ----------------- |
| Rubén Limardo                                        | Espada individual  | 4              | 1              | 3º Q           | Ferreira (BRA) V 15-11  | Lugones (ARG) V 15-8   | Reytor (CUB) V 10-9        | J. Limardo (VEN) V 15-8    | Medalha de ouro   |
| Jesús Limardo                                        | Espada individual  | 5              | 0              | 1 Q            | Bye                     | Schwantes (BRA) V 15-4 | Rodríguez (COL) V 11-10    | R. Limardo (VEN) D 8-15    | Medalha de prata  |
| Rubén Limardo Francisco Limardo Jesús Limardo        | Espada por equipes | —              | —              | —              | —                       | PER Peru V 45-23       | CUB Cuba D 42-43           | USA Estados Unidos V 45-43 | Medalha de bronze |
| José Félix Quintero                                  | Sabre individual   | 4              | 1              | 6º Q           | Rodríguez (CUB) V 15-10 | Homer (USA) D 12-15    | Não avançou                | Não avançou                | 6º                |
| Eliecer Romero                                       | Sabre individual   | 1              | 5              | 15º            | Não avançou             | Não avançou            | Não avançou                | Não avançou                | 15º               |
| José Félix Quintero Abraham Rodríguez Eliecer Romero | Sabre por equipes  | —              | —              | —              | —                       | ARG Argentina V 45-41  | USA Estados Unidos D 24-45 | COL Colômbia D 44-45       | 4º                |

Feminino
| Atleta                                               | Evento             | Fase de grupos | Fase de grupos | Fase de grupos | Oitavas-de-final     | Quartas-de-final                 | Semifinal                  | Final                | Final             |
| Atleta                                               | Evento             | V              | D              | Posição        | Adversário Resultado | Adversário Resultado             | Adversário Resultado       | Adversário Resultado | Posição           |
| ---------------------------------------------------- | ------------------ | -------------- | -------------- | -------------- | -------------------- | -------------------------------- | -------------------------- | -------------------- | ----------------- |
| María Martínez                                       | Espada individual  | 1              | 5              | 15º            | Não avançou          | Não avançou                      | Não avançou                | Não avançou          | 15º               |
| Patrizia Piovesan                                    | Espada individual  | 2              | 3              | 12º Q          | Nixon (USA) V 15-9   | Doig (PER) V 14-11               | Di Tella (ARG) V 15-12     | Holmes (USA) D 10-14 | Medalha de prata  |
| Lizze Asis María Martínez Patrizia Piovesan          | Espada por equipes | —              | —              | —              | —                    | ARG Argentina V 41-37            | USA Estados Unidos D 26-45 | BRA Brasil V 45-37   | Medalha de bronze |
| Anabella Acurero                                     | Florete individual | 2              | 3              | 10º Q          | Moreno (CUB) V 15-7  | Harvey (CAN) D 5-15              | Não avançou                | Não avançou          | 7º                |
| Alejandra Benítez                                    | Sabre individual   | 5              | 0              | 1º Q           | Bye                  | Blanco (COL) V 15-7              | Pérez (ARG) D 13-15        | Não avançou          | Medalha de bronze |
| Shia Rodríguez                                       | Sabre individual   | 3              | 2              | 8º Q           | Blanco (COL) D 9-15  | Não avançou                      | Não avançou                | Não avançou          | 11º               |
| Alejandra Benítez Jornellys Velásquez Shia Rodríguez | Sabre por equipes  | —              | —              | —              | —                    | DOM República Dominicana D 44-45 | ARG Argentina V 45-39      | COL Colômbia V 45-26 | 5º                |

## Fisiculturismo
A Venezuela classificou uma equipe completa de dois fisiculturistas (um homem e uma mulher).
| Atleta             | Evento                            | Pré-julgamento | Pré-julgamento | Final  | Final   |
| Atleta             | Evento                            | Pontos         | Posição        | Pontos | Posição |
| ------------------ | --------------------------------- | -------------- | -------------- | ------ | ------- |
| Villali Villalobos | Fisiculturismo clássico masculino | —              | —              | 58     | 4º      |
| Paola Ramos        | Fitness feminino                  | —              | —              | 44     | 5º      |

- Não houve resultados na fase de pré-julgamento, com apenas os seis melhores avançando.

## Ginástica
A Venezuela classificou uma equipe masculina após ficar entre as oito melhores nações e uma atleta feminina após ficar entre as sete melhores nações no individual geral, não classificadas previamente, durante o Campeonato Pan-Americano de Ginástica de 2018.

### Artística
Masculino
Final por equipes e Classificação individual
| Atleta           | Evento | Aparelho | Aparelho | Aparelho | Aparelho | Aparelho | Aparelho | Total     | Total   |
| Atleta           | Evento | F        | PH       | R        | PB       | V        | HB       | Resultado | Posição |
| ---------------- | ------ | -------- | -------- | -------- | -------- | -------- | -------- | --------- | ------- |
| Orlando Briceño  | Equipe | —        | —        | 11.700   | —        | —        | —        | —         | —       |
| Jostyn Fuenmayor | Equipe | 12.750   | 12.300   | 12.300   | 14.000   | 12.700   | 12.700   | 76.750    | 17º Q   |
| Maycol Puentes   | Equipe | 13.500   | 10.500   | —        | 13.850   | 13.100   | 11.600   |           |         |
| Junior Rojo      | Equipe | 12.900   | 12.150   | 12.950   | 14.550   | 12.000   | 11.550   | 76.100    | 22º     |
| Adickxon Trejo   | Equipe | 11.900   | 13.300   | 12.650   | 13.800   | 13.750   | 11.400   | 76.800    | 18º Q   |
| Equipe           | Equipe | 39.150   | 37.750   | 37.900   | 42.400   | 39.550   | 35.850   | 232.600   | 7º      |

Finais individuais
| Atleta           | Evento     | Aparelho | Aparelho | Aparelho | Aparelho | Aparelho | Aparelho | Total     | Total   |
| Atleta           | Evento     | F        | PH       | R        | PB       | V        | HB       | Resultado | Posição |
| ---------------- | ---------- | -------- | -------- | -------- | -------- | -------- | -------- | --------- | ------- |
| Jostyn Fuenmayor | Individual | 12.850   | 11.200   | 13.150   | 13.900   | 13.300   | 13.350   | 77.750    | 12º     |
| Adickxon Trejo   | Individual | 12.400   | 12.750   | 12.200   | 14.050   | 13.250   | 13.150   | 77.800    | 11º     |

Feminino
Classificação individual
| Atleta           | Evento | Aparelho | Aparelho | Aparelho | Aparelho | Total     | Total   |
| Atleta           | Evento | F        | BB       | V        | UB       | Resultado | Posição |
| ---------------- | ------ | -------- | -------- | -------- | -------- | --------- | ------- |
| Katriel de Sousa | Equipe | 13.250   | 10.250   | 10.950   | 11.850   | 46.300    | 28º Q   |

Finais individuais
| Atleta           | Evento     | Aparelho | Aparelho | Aparelho | Aparelho | Total     | Total   |
| Atleta           | Evento     | F        | BB       | V        | UB       | Resultado | Posição |
| ---------------- | ---------- | -------- | -------- | -------- | -------- | --------- | ------- |
| Katriel de Sousa | Individual | 12.950   | 11.750   | 9.550    | 11.650   | 45.900    | 21º     |

### Rítmica
Classificação individual
| Atleta        | Evento           | Aparelho | Aparelho | Aparelho | Aparelho | Total     | Total   |
| Atleta        | Evento           | Arco     | Bola     | Maças    | Fita     | Resultado | Posição |
| ------------- | ---------------- | -------- | -------- | -------- | -------- | --------- | ------- |
| Grisbel López | Individual geral | 14.550   | 14.700   | 14.200   | 13.050   | 56.500    | 12º     |

Grupo
| Atleta                                                             | Evento                     | Aparelho | Aparelho          | Total     | Total   |
| Atleta                                                             | Evento                     | 5 bolas  | 3 arcos + 2 maças | Resultado | Posição |
| ------------------------------------------------------------------ | -------------------------- | -------- | ----------------- | --------- | ------- |
| María Ojeda Sofía Suarez Kizzy Rivas Dahilin Parra Juliette Quiroz | Grupo geral                | 18.350   | 19.900            | 38.250    | 6º      |
| María Ojeda Sofía Suarez Kizzy Rivas Dahilin Parra Juliette Quiroz | 5 bolas                    | —        | —                 | 17.550    | 6º      |
| María Ojeda Sofía Suarez Kizzy Rivas Dahilin Parra Juliette Quiroz | 3 arcos + 2 pares de maças | —        | —                 | 19.300    | 4º      |

### Trampolim
| Atleta     | Evento   | Classificação | Classificação | Final       | Final       |
| Atleta     | Evento   | Resultado     | Posição       | Resultado   | Posição     |
| ---------- | -------- | ------------- | ------------- | ----------- | ----------- |
| Alida Rojo | Feminino | 88.420        | 9º            | Não avançou | Não avançou |

## Golfe
A Venezuela classificou uma equipe completa de 4 golfistas (dois homens e duas mulheres).
| Atleta                                                     | Evento               | Rodada 1  | Rodada 2  | Rodada 3  | Rodada 4  | Total     | Total | Total   |
| Atleta                                                     | Evento               | Resultado | Resultado | Resultado | Resultado | Resultado | Par   | Posição |
| ---------------------------------------------------------- | -------------------- | --------- | --------- | --------- | --------- | --------- | ----- | ------- |
| Manuel Torres                                              | Individual masculino | 72        | 65        | 70        | 69        | 276       | −8    | 8º      |
| Wolmer Murillo                                             | Individual masculino | 70        | 70        | 70        | 69        | 279       | −5    | 14º     |
| Valentina Gilly                                            | Individual feminino  | 71        | 72        | 72        | 72        | 287       | +3    | 6º      |
| Vanessa Gilly                                              | Individual feminino  | 69        | 76        | 75        | 77        | 297       | +13   | 19º     |
| Manuel Torres Wolmer Murillo Valentina Gilly Vanessa Gilly | Equipe mista         | 139       | 137       | 142       | 141       | 559       | −9    | 6º      |

## Hipismo
A Venezuela classificou cinco ginetes (uma no adestramento e quatro nos saltos).

### Adestramento
| Atleta            | Cavalo | Evento     | Classificação                 | Classificação                 | Classificação                       | Classificação                       | Classificação | Classificação | Grand Prix Freestyle / Intermediate I Freestyle | Grand Prix Freestyle / Intermediate I Freestyle |
| Atleta            | Cavalo | Evento     | Grand Prix / Prix St. Georges | Grand Prix / Prix St. Georges | Grand Prix Special / Intermediate I | Grand Prix Special / Intermediate I | Total         | Total         | Grand Prix Freestyle / Intermediate I Freestyle | Grand Prix Freestyle / Intermediate I Freestyle |
| Atleta            | Cavalo | Evento     | Resultado                     | Posição                       | Resultado                           | Posição                             | Resultado     | Posição       | Resultado                                       | Posição                                         |
| ----------------- | ------ | ---------- | ----------------------------- | ----------------------------- | ----------------------------------- | ----------------------------------- | ------------- | ------------- | ----------------------------------------------- | ----------------------------------------------- |
| Patricia Ferrando | Zen    | Individual | 65.971                        | 20º                           | 66.412                              | 15º                                 | 132.383       | 18º Q         | 66.870                                          | 16º                                             |

### Saltos
| Atleta                                                    | Cavalo                  | Evento     | Classificação | Classificação | Classificação | Classificação | Classificação | Classificação | Classificação | Classificação | Final       | Final       | Final       | Final       | Final       | Final   |
| Atleta                                                    | Cavalo                  | Evento     | Rodada 1      | Rodada 1      | Rodada 2      | Rodada 2      | Rodada 3      | Rodada 3      | Total         | Total         | Rodada A    | Rodada A    | Rodada B    | Rodada B    | Total       | Total   |
| Atleta                                                    | Cavalo                  | Evento     | Faltas        | Posição       | Faltas        | Posição       | Faltas        | Posição       | Faltas        | Posição       | Faltas      | Posição     | Faltas      | Posição     | Faltas      | Posição |
| --------------------------------------------------------- | ----------------------- | ---------- | ------------- | ------------- | ------------- | ------------- | ------------- | ------------- | ------------- | ------------- | ----------- | ----------- | ----------- | ----------- | ----------- | ------- |
| Gustavo Arroyo                                            | G&C Virko Minotais      | Individual | 7.37          | 25º           | 9             | 25º           | 21            | 37º           | 37.37         | 31º Q         | 17          | 26º         | Não avançou | Não avançou | Não avançou | 26º     |
| Alejandro Karolyi                                         | Lincourt Gino           | Individual | 5.73          | 22º           | 4             | 9º            | 12            | 28º           | 21.73         | 20º Q         | 19          | 27º         | Não avançou | Não avançou | Não avançou | 27º     |
| Angel Karolyi                                             | April Moon              | Individual | 3.56          | 16º           | 8             | 15º           | 12            | 28º           | 23.56         | 22º Q         | Abandonou   | Abandonou   | Abandonou   | Abandonou   | Abandonou   | 37º     |
| Juan Ortiz                                                | Rissoa d'Ag Bois Margot | Individual | 11.10         | 35º           | 13            | 29º           | 28            | 43º           | 52.10         | 37º           | Não avançou | Não avançou | Não avançou | Não avançou | Não avançou | 40º     |
| Gustavo Arroyo Alejandro Karolyi Angel Karolyi Juan Ortiz | Como acima              | Equipes    | 16.66         | 5º            | 21            | 5º            | 45            | 7º            | 82.66         | 7º            | —           | —           | —           | —           | —           | —       |

## Judô
Masculino
| Atleta             | Evento  | Oitavas-de-final         | Quartas-de-final                | Semifinais                  | Repescagem               | Final / MB                    | Final / MB        |
| Atleta             | Evento  | Adversário Resultado     | Adversário Resultado            | Adversário Resultado        | Adversário Resultado     | Adversário Resultado          | Posição           |
| ------------------ | ------- | ------------------------ | ------------------------------- | --------------------------- | ------------------------ | ----------------------------- | ----------------- |
| Ricardo Valderrama | −66 kg  | Bye                      | Bye                             | D Cargnin (BRA) D 00–10S2   | —                        | J Postigos (PER) V 10S1–00S2  | Medalha de bronze |
| Sérgio Mattey      | −73 kg  | Bye                      | J Santos Júnior (BRA) V 01S2–00 | M Estrada (CUB) D 00S1–10S2 | —                        | N Delpopolo (USA) D 00S1–01S1 | 5º                |
| Noel Peña          | −81 kg  | Bye                      | J Hatton (USA) D 00S2–10S1      | Não avançou                 | L Vega (ARG) V 10–01     | J Martínez (CUB) D 01S1–11S1  | 5º                |
| Antony Peña        | −90 kg  | J Ortega (PAN) V 10–00S1 | I Silva (CUB) D 00S1–10         | Não avançou                 | M El Nahas (ARG) D 00–10 | Não avançou                   | 7º                |
| Pedro Pineda       | +100 kg | Bye                      | H Campos (ARG) V 10–00S3        | F Figueroa (ECU) V 10–00S2  | —                        | A Granda (CUB) D 00S2–10S1    | Medalha de prata  |

Feminino
| Atleta             | Evento | Oitavas-de-final     | Quartas-de-final             | Semifinais                | Repescagem           | Final / MB                   | Final / MB       |
| Atleta             | Evento | Adversário Resultado | Adversário Resultado         | Adversário Resultado      | Adversário Resultado | Adversário Resultado         | Posição          |
| ------------------ | ------ | -------------------- | ---------------------------- | ------------------------- | -------------------- | ---------------------------- | ---------------- |
| Anriquelis Barrios | −63 kg | Bye                  | A de Lucia (ARG) V 01–00S2   | A Castilhos (BRA) V 10–00 | —                    | M del Toro (CUB) D 00S1–01S2 | Medalha de prata |
| Elvismar Rodríguez | −70 kg | Bye                  | E Santana (BRA) V 01–00S2    | M Pérez (PUR) V 10S1–00S3 | —                    | Y Alvear (COL) V 10–00       | Medalha de prata |
| Karen León         | -78 kg | Bye                  | L Cárdenas (MEX) V 10S1–00S3 | M Aguiar (BRA) D 00–10    | —                    | D Brenes (CRC) D 00S3–10     | 5º               |

## Levantamento de peso
A Venezuela classificou 10 halterofilistas (seis homens e quatro mulheres).
Masculino
| Atleta              | Evento  | Arranque  | Arranque | Arremesso | Arremesso | Total | Posição           |
| Atleta              | Evento  | Resultado | Posição  | Resultado | Posição   | Total | Posição           |
| ------------------- | ------- | --------- | -------- | --------- | --------- | ----- | ----------------- |
| Kervis Escalona     | -67 kg  | 130       | 4º       | 160       | 4º        | 290   | 4º                |
| Julio Mayora        | -73 kg  | 155       | 1º       | 194       | 1º        | 349   | Medalha de ouro   |
| Angel Luna          | -96 kg  | 162       | 6º       | 202       | 5º        | 364   | 6º                |
| Keydomar Vallenilla | -96 kg  | 169       | 4º       | 205       | 4º        | 374   | Medalha de bronze |
| Jeyson Arias        | -109 kg | 166       | 5º       | 202       | 4º        | 368   | 5º                |
| Jesús González      | -109 kg | 178       | 2º       | 210       | 2º        | 388   | Medalha de prata  |

Feminino
| Atleta            | Evento | Arranque  | Arranque | Arremesso | Arremesso | Total | Posição           |
| Atleta            | Evento | Resultado | Posição  | Resultado | Posição   | Total | Posição           |
| ----------------- | ------ | --------- | -------- | --------- | --------- | ----- | ----------------- |
| Génesis Rodríguez | -55 kg | 96        | 1º       | 116       | 1º        | 212   | Medalha de ouro   |
| Anyelin Venegas   | -59 kg | 89        | 9º       | 119       | 4º        | 208   | 5º                |
| Yusleidy Figueroa | -59 kg | 93        | 5º       | 122       | 3º        | 215   | Medalha de bronze |
| Naryuri Pérez     | -87 kg | 112       | 3º       | 140       | 4º        | 252   | 4º                |

## Lutas
Livre masculino
| Atleta             | Evento       | Quartas-de-final         | Semifinal              | Final / MB              | Final / MB        |
| Atleta             | Evento       | Adversário Resultado     | Adversário Resultado   | Adversário Resultado    | Posição           |
| ------------------ | ------------ | ------------------------ | ---------------------- | ----------------------- | ----------------- |
| Pedro Mejías       | Livre 57 kg  | Andreu (CUB) D 0-4       | Não avançou            | Não avançou             | 7º                |
| Wilfredo Rodríguez | Livre 65 kg  | Destribats (ARG) D 10-17 | Não avançou            | Não avançou             | 7º                |
| Pedro Ceballos     | Livre 86 kg  | Anguiano (MEX) V 11-0    | Izquierdo (COL) V 10-0 | Torreblanca (CUB) D 3-4 | Medalha de prata  |
| José Díaz          | Livre 97 kg  | Steen (CAN) V 3-0        | Pérez (DOM) V 8-1      | Snyder (USA) D 3-9      | Medalha de prata  |
| Luis Vivenes       | Livre 125 kg | Pino (CUB) D 2-6         | —                      | Braga (BRA) V 11-0      | Medalha de bronze |

Greco-romana
| Atleta           | Evento              | Oitavas-de-final     | Quartas-de-final       | Semifinal             | Final / MB           | Final / MB        |
| Atleta           | Evento              | Adversário Resultado | Adversário Resultado   | Adversário Resultado  | Adversário Resultado | Posição           |
| ---------------- | ------------------- | -------------------- | ---------------------- | --------------------- | -------------------- | ----------------- |
| Anthony Palencia | Greco-romana 60 kg  | —                    | Benavides (PER) V 11-3 | Montaño (ECU) D 0-8   | Orta (CUB) D 0-8     | 5º                |
| Shalom Villegas  | Greco-romana 67 kg  | —                    | López (MEX) V 4-1      | Soto (PER) V 8-0      | Borrero (CUB) D 0-12 | DPG               |
| Wuileixis Rivas  | Greco-romana 77 kg  | —                    | Marques (BRA) V 9-0    | Peña (CUB) V 5-2      | Smith (USA) D 2-3    | Medalha de prata  |
| Luis Avendaño    | Greco-romana 87 kg  | —                    | Rau (USA) V 8-0        | Gregorich (CUB) V 4-0 | Leyva (MEX) V 5-3    | Medalha de ouro   |
| Luillys Pérez    | Greco-romana 97 kg  | —                    | Rosillo (CUB) D 0-9    | Não avançou           | Arias (DOM) V 9-0    | Medalha de bronze |
| Moises Pérez     | Greco-romana 130 kg | —                    | López (PUR) V 6-1      | Santana (DOM) V 7-0   | López (CUB) D 0-9    | Medalha de prata  |

Livre feminino
| Atleta             | Evento | Quartas-de-final       | Semifinal            | Final / MB               | Final / MB       |
| Atleta             | Evento | Adversário Resultado   | Adversário Resultado | Adversário Resultado     | Posição          |
| ------------------ | ------ | ---------------------- | -------------------- | ------------------------ | ---------------- |
| Betzabeth Argüello | 53 kg  | Benites (PER) V 4-0    | Montero (CUB) V 4-0  | Hildebrandt (USA) D 0-10 | Medalha de prata |
| Nathali Griman     | 62 kg  | Estornell (CUB) V 8-4  | Miracle (USA) D 0-10 | Nunes (BRA) D 1-4        | 5º               |
| María Acosta       | 68 kg  | Ayoví (ECU) V 8-0      | di Bacco (CAN) D 4-9 | Sánchez (CUB) D 3-5      | 5º               |
| Andrimar Lázaro    | 76 kg  | di Stasio (CAN) D 0-10 | Não avançou          | Olaya (COL) D 0-4        | 5º               |

## Natação
A Venezuela enviou 23 atletas aos Jogos Pan-Americanos de 2019, após término da seleção pelo Comitê Técnico da União de Natação Americana (UANA).
Masculino
| Atleta                                                      | Evento                     | Eliminatória | Eliminatória | Final       | Final       |
| Atleta                                                      | Evento                     | Tempo        | Posição      | Tempo       | Posição     |
| ----------------------------------------------------------- | -------------------------- | ------------ | ------------ | ----------- | ----------- |
| Alberto Mestre                                              | 50 m livre                 | 22.52        | 7º Q         | 22.40       | 7º          |
| Alberto Mestre                                              | 100 m livre                | 49.74        | 10º FB       | 50.08       | 11º         |
| Christian Quintero                                          | 100 m livre                | 49.15        | 4º Q         | 48.94       | 4º          |
| Rafael Dávila                                               | 200 m livre                | 1:50.39      | 8º Q         | 1:50.12     | 8º          |
| Rafael Dávila                                               | 400 m livre                | 3:55.58      | 8º Q         | 3:52.27     | 5º          |
| Rafael Dávila                                               | 800 m livre                | —            | —            | 8:05.43     | 7º          |
| Rafael Dávila                                               | 1500 m livre               | —            | —            | 15:32.66    | 7º          |
| Andy Arteta                                                 | 800 m livre                | —            | —            | 8:29.42     | 12º         |
| Andy Arteta                                                 | 1500 m livre               | —            | —            | 16:01.13    | 11º         |
| Andy Arteta                                                 | 200 m livre                | 2:07.02      | 18º          | Não avançou | Não avançou |
| Robinson Molina                                             | 100 m costas               | Não começou  | Não começou  | Não começou | Não começou |
| Jesús López                                                 | 100 m costas               | 58.32        | 15º FB       | 58.11       | 13º         |
| Jesús López                                                 | 200 m costas               | 2:09.51      | 20º          | Não avançou | Não avançou |
| Carlos Claverie                                             | 100 m peito                | 1:02.67      | 13º FB       | 1:02.98     | 15º         |
| Carlos Claverie                                             | 200 m peito                | 2:13.64      | 5º Q         | 2:13.19     | 6º          |
| Carlos Claverie                                             | 200 m medley               | 2:06.43      | 13º          | Não avançou | Não avançou |
| Marco Guarente                                              | 100 m peito                | 1:02.38      | 12º FB       | 1:01.59     | 9º          |
| Marco Guarente                                              | 200 m peito                | 2:13.64      | 6º Q         | 2:14.40     | 7º          |
| Bryan Chávez                                                | 100 m borboleta            | 54.85        | 14º FB       | 54.82       | 12º         |
| Juan Sequera                                                | 200 m medley               | Não começou  | Não começou  | Não começou | Não começou |
| Alberto Mestre Christian Quintero Bryan Chávez Jesús López  | Revezamento 4x100 m livre  | —            | —            | 3:18.79     | 4º          |
| Christian Quintero Antoine Khazne Andy Arteta Rafael Dávila | Revezamento 4x200 m livre  | —            | —            | 7:27.42     | 4º          |
| Jesús López Marco Guarente Bryan Chávez Christian Quintero  | Revezamento 4x100 m medley | 3:46.48      | 7º Q         | 3:43.96     | 7º          |
| Diego Vera                                                  | 10 km masculino            | —            | —            | 1:54:36.0   | 8           |

Feminino
| Atleta                                                                    | Evento                     | Eliminatória | Eliminatória | Final       | Final       |
| Atleta                                                                    | Evento                     | Tempo        | Posição      | Tempo       | Posição     |
| ------------------------------------------------------------------------- | -------------------------- | ------------ | ------------ | ----------- | ----------- |
| Jeserik Pinto                                                             | 50 m livre                 | 26.12        | 10º FB       | 26.08       | 9º          |
| Jeserik Pinto                                                             | 100 m livre                | 57.57        | 12º          | Não avançou | Não avançou |
| Jeserik Pinto                                                             | 100 m borboleta            | 1:00.87      | 8º Q         | 1:00.64     | 7º          |
| Andrea Garrido                                                            | 200 m livre                | 2:08.04      | 16º FB       | 2:06.14     | 11º         |
| Mariangella Cinconti                                                      | 1500 m livre               | —            | —            | 18:12.51    | 12º         |
| Carla González                                                            | 100 m costas               | 1:05.62      | 18º          | Não avançou | Não avançou |
| Maryeli Escalante                                                         | 200 m costas               | 2:24.86      | 20º          | Não avançou | Não avançou |
| Maryeli Escalante                                                         | 400 m medley               | 5:20.57      | 14º FB       | 5:19.79     | 13º         |
| Mercedes Toledo                                                           | 100 m peito                | 1:09.74      | 7º Q         | 1:10.20     | 8º          |
| Mercedes Toledo                                                           | 200 m peito                | 2:34.29      | 12º FB       | 2:334.37    | 13º         |
| Isabella Páez                                                             | 100 m borboleta            | 1:01.44      | 12º FB       | 1:01.85     | 12º         |
| Isabella Páez                                                             | 200 m borboleta            | 2:14.10      | 8º Q         | 2:15.53     | 8º          |
| Andrea Santander                                                          | 200 m medley               | 2:28.11      | 20º          | Não avançou | Não avançou |
| Andrea Santander Fabiana Pesce Carla González Jeserik Pinto               | Revezamento 4x100 m livre  | —            | —            | 3:53.89     | 4º          |
| Andrea Garrido Mariangela Cincotti Andrea Santander Simone Palomo         | Revezamento 4x200 m livre  | —            | —            | 8:33.91     | 8º          |
| Carla González Mercedes Toledo Isabella Páez Jeserik Pinto Fabiana Pesce* | Revezamento 4x100 m medley | 4:19.12      | 7º Q         | 4:13.98     | 6º          |
| Paola Pérez                                                               | 10 km feminino             | —            | —            | 2:05:27.3   | 11º         |

Misto
| Atleta | Evento                           | Eliminatória | Eliminatória | Final   | Final   |
| Atleta | Evento                           | Tempo        | Posição      | Tempo   | Posição |
| --- | -------------------------------- | ------------ | ------------ | ------- | ------- |
| Christian Quintero Alberto Mestre Jeserik Pinto Andrea Santander Antoine Khazne* Andy Arteta* Fabiana Pesce* Simone Palomo* | Revezamento 4x100 m livre misto  | 3:43.63      | 8º Q         | 3:34.22 | 4º      |
| Carla González Marco Guarente Isabella Páez Christian Quintero Mayerly Escalante* Bryan Chávez* Fabiana Pesce*              | Revezamento 4x100 m medley misto | 4:03.18      | 8º Q         | 3:58.10 | 6º      |

 Legend: (*) = Swimmers who participated in the heat only.

## Patinação sobre rodas

### Velocidade
| Atleta          | Evento                           | Preliminar | Preliminar | Semifinal | Semifinal | Final     | Final             |
| Atleta          | Evento                           | Tempo      | Posição    | Tempo     | Posição   | Tempo     | Posição           |
| --------------- | -------------------------------- | ---------- | ---------- | --------- | --------- | --------- | ----------------- |
| Jhoan Guzmán    | 300 m contra o relógio masculino | —          | —          | —         | —         | 24.720    | Medalha de prata  |
| Jhoan Guzmán    | 500 m masculino                  | 44.082     | 1º Q       | 44.717    | 1º Q      | 43.739    | Medalha de bronze |
| Golckner Ropero | 10000 m eliminação masculino     | —          | —          | —         | —         | Eliminado | 10º               |
| Yarubi Bandres  | 300 m contra o relógio feminino  | —          | —          | —         | —         | 30.046    | 10º               |
| Yarubi Bandres  | 500 m feminino                   | 47.499     | 2º Q       | 47.435    | 1º Q      | 47.636    | 4º                |
| Angy Quintero   | 10000 m eliminação feminino      | —          | —          | —         | —         | Eliminado | 7º                |

## Pelota basca
Masculino
| Atleta     | Evento                            | Fase preliminar       | Fase preliminar      | Fase preliminar      | Fase preliminar      | Fase preliminar | Final / MB           | Final / MB |
| Atleta     | Evento                            | Adversário Resultado  | Adversário Resultado | Adversário Resultado | Adversário Resultado | Posição         | Adversário Resultado | Posição    |
| ---------- | --------------------------------- | --------------------- | -------------------- | -------------------- | -------------------- | --------------- | -------------------- | ---------- |
| Jaime Vera | Pelota de goma frontón individual | Rodríguez (MEX) D 0-2 | Blas (GUA) D 0-2     | Tejeda (USA) V 2-1   | Ramirez (URU) D 0-2  | 4º              | Não avançou          | 6º         |

Feminino
| Atleta                    | Evento           | Fase preliminar                | Fase preliminar                | Fase preliminar      | Fase preliminar        | Fase preliminar | Final / MB           | Final / MB |
| Atleta                    | Evento           | Adversário Resultado           | Adversário Resultado           | Adversário Resultado | Adversário Resultado   | Posição         | Adversário Resultado | Posição    |
| ------------------------- | ---------------- | ------------------------------ | ------------------------------ | -------------------- | ---------------------- | --------------- | -------------------- | ---------- |
| Diana Rangel              | Frontón peruano  | Durán (CUB) L 0-2              | Suárez (PER) D 0-2             | Spahn (ARG) V 2-1    | Valderrama (CHI) D 2-0 | 3º Q            | Spahn (ARG) D 1-2    | 4º         |
| Diana Rangel María Borges | Frontênis duplas | Hernández – Cepeda (MEX) D 0-2 | Busson – Podversich (ARG) D1-2 | —                    | —                      | 3º              | Não avançou          | 6º         |

## Pentatlo moderno
A Venezuela classificou dois pentatletas masculinos.
Masculino
| Atleta                                | Evento                | Esgrima (Espada um toque) | Esgrima (Espada um toque) | Esgrima (Espada um toque) | Natação (200 m nado livre) | Natação (200 m nado livre) | Natação (200 m nado livre) | Hipismo (Saltos) | Hipismo (Saltos) | Hipismo (Saltos) | Tiro / Corrida (pistola a laser 10 m / 3000 m cross-country) | Tiro / Corrida (pistola a laser 10 m / 3000 m cross-country) | Tiro / Corrida (pistola a laser 10 m / 3000 m cross-country) | Total  | Total   |
| Atleta                                | Evento                | Resultados                | Posição                   | Pontos                    | Tempo                      | Posição                    | Pontos                     | Penalidades      | Posição          | Pontos           | Tempo                                                        | Posição                                                      | Pontos                                                       | Pontos | Posição |
| ------------------------------------- | --------------------- | ------------------------- | ------------------------- | ------------------------- | -------------------------- | -------------------------- | -------------------------- | ---------------- | ---------------- | ---------------- | ------------------------------------------------------------ | ------------------------------------------------------------ | ------------------------------------------------------------ | ------ | ------- |
| Berengerth Sequera                    | Masculino             | 19-12                     | 12º                       | 229                       | 2:08.58                    | 10º                        | 293                        | EL               | EL               | 0                | DNS                                                          | DNS                                                          | 0                                                            | 524    | 32º     |
| Engelberth Sequera                    | Masculino             | 15-16                     | 19º                       | 202                       | 2:15.68                    | 21º                        | 279                        |                  | 21º              | 224              | 12:36.00                                                     | 25º                                                          | 544                                                          | 1249   | 16º     |
| Berengerth Sequera Engelberth Sequera | Revezamento masculino | 15-11                     | 6º                        | 226                       | 1:56.13                    | 5º                         | 318                        |                  | 7º               | 244              | 11:24.00                                                     | 7º                                                           | 616                                                          | 1404   | 7º      |

## Polo aquático
Sumário
| Equipe             | Evento   | Fase de grupos       | Fase de grupos       | Fase de grupos          | Fase de grupos | Quartas-de-final     | Semifinal                                      | Final / MB / Po.                     | Final / MB / Po. |
| Equipe             | Evento   | Adversário Resultado | Adversário Resultado | Adversário Resultado    | Posição        | Adversário Resultado | Adversário Resultado                           | Adversário Resultado                 | Posição          |
| ------------------ | -------- | -------------------- | -------------------- | ----------------------- | -------------- | -------------------- | ---------------------------------------------- | ------------------------------------ | ---------------- |
| Venezuela feminino | Feminino | Brasil · D 4–15      | Porto Rico · D 5–9   | Estados Unidos · D 3–23 | 4º Q           | Canadá · D 3–22      | Classificação do 5º-8º lugar · México · D 6–13 | Jogo do sétimo lugar · Peru · V 14–7 | 7º               |

### Feminino
Grupo A
| Pos | Equipe         | Pts | J | V | E | D | GP | GC | SG  | Classificado     |
| --- | -------------- | --- | - | - | - | - | -- | -- | --- | ---------------- |
| 1   | Estados Unidos | 6   | 3 | 3 | 0 | 0 | 66 | 10 | +56 | Quartas-de-final |
| 2   | Brasil         | 4   | 3 | 2 | 0 | 1 | 31 | 32 | −1  | Quartas-de-final |
| 3   | Porto Rico     | 2   | 3 | 1 | 0 | 2 | 20 | 40 | −20 | Quartas-de-final |
| 4   | Venezuela      | 0   | 3 | 0 | 0 | 3 | 12 | 47 | −35 | Quartas-de-final |

| 4 de agosto 8:00 | Relatório | Brasil                                 | 15 – 4 | Venezuela | Centro Aquático de Villa María del Triunfo Juízes: CUB Juan Menéndez MEX Gerardo Arellano |
| 4 de agosto 8:00 | Relatório | Placar por quartos: 2-1, 4-2, 5-0, 4-1 |        |           | Centro Aquático de Villa María del Triunfo Juízes: CUB Juan Menéndez MEX Gerardo Arellano |
| 4 de agosto 8:00 | Relatório | Bahia 6                                | Gols   | Torres 3  | Centro Aquático de Villa María del Triunfo Juízes: CUB Juan Menéndez MEX Gerardo Arellano |

| 5 de agosto 8:00 | Relatório | Porto Rico                             | 9 – 5 | Venezuela  | Centro Aquático de Villa María del Triunfo Juízes: CAN Marie-Claude Deslieres CUB Yasmany Lima |
| 5 de agosto 8:00 | Relatório | Placar por quartos: 2-1, 2-1, 4-2, 1-1 |       |            | Centro Aquático de Villa María del Triunfo Juízes: CAN Marie-Claude Deslieres CUB Yasmany Lima |
| 5 de agosto 8:00 | Relatório | Maldonado 3                            | Gols  | Martínez 3 | Centro Aquático de Villa María del Triunfo Juízes: CAN Marie-Claude Deslieres CUB Yasmany Lima |

| 6 de agosto 11:00 | Relatório | Venezuela                               | 3 – 23 | Estados Unidos     | Centro Aquático de Villa María del Triunfo Juízes: PER Nestor Torres CAN Doriel Terpenka |
| 6 de agosto 11:00 | Relatório | Placar por quartos: 0-11, 0-5, 1-4, 2-3 |        |                    | Centro Aquático de Villa María del Triunfo Juízes: PER Nestor Torres CAN Doriel Terpenka |
| 6 de agosto 11:00 | Relatório | Torres 2                                | Gols   | quatro jogadoras 3 | Centro Aquático de Villa María del Triunfo Juízes: PER Nestor Torres CAN Doriel Terpenka |

Quartas-de-final
| 8 de agosto de 2019 12:30 | Relatório | Venezuela                              | 3 – 22 | Canadá   | Centro Aquático de Villa María del Triunfo Juízes: Diego Hernán Garibaldi (ARG) José Angel Ortiz Irizarry (PUR) |
| 8 de agosto de 2019 12:30 | Relatório | Placar por quartos: 0–8, 2–4, 0–6, 1–4 |        |          | Centro Aquático de Villa María del Triunfo Juízes: Diego Hernán Garibaldi (ARG) José Angel Ortiz Irizarry (PUR) |
| 8 de agosto de 2019 12:30 | Relatório | três jogadoras 1                       | Gols   | Alogbo 5 | Centro Aquático de Villa María del Triunfo Juízes: Diego Hernán Garibaldi (ARG) José Angel Ortiz Irizarry (PUR) |

Classificação do 5º-8º lugar
| 9 de agosto de 2019 08:00 | Relatório | México                                 | 13 – 6 | Venezuela | Centro Aquático de Villa María del Triunfo Juízes: Diego Garibaldi (ARG) Juan Menéndez (CUB) |
| 9 de agosto de 2019 08:00 | Relatório | Placar por quartos: 5–1, 1–3, 4–0, 3–2 |        |           | Centro Aquático de Villa María del Triunfo Juízes: Diego Garibaldi (ARG) Juan Menéndez (CUB) |
| 9 de agosto de 2019 08:00 | Relatório | Briano 4                               | Gols   | Dulce 3   | Centro Aquático de Villa María del Triunfo Juízes: Diego Garibaldi (ARG) Juan Menéndez (CUB) |

Disputa pelo sétimo lugar
| 10 de agosto de 2019 08:00 | Relatório | Venezuela                              | 14 – 7 | Peru   | Centro Aquático de Villa María del Triunfo Juízes: Gerardo de Jesús Arellano Báez (MEX) Marcus Paulo Gresele (BRA) |
| 10 de agosto de 2019 08:00 | Relatório | Placar por quartos: 3–3, 2–1, 5–1, 4–2 |        |        | Centro Aquático de Villa María del Triunfo Juízes: Gerardo de Jesús Arellano Báez (MEX) Marcus Paulo Gresele (BRA) |
| 10 de agosto de 2019 08:00 | Relatório | S.Torres, Y.Torres 4                   | Gols   | Deza 4 | Centro Aquático de Villa María del Triunfo Juízes: Gerardo de Jesús Arellano Báez (MEX) Marcus Paulo Gresele (BRA) |

## Raquetebol
A Venezuela classificou uma raquetebolista.
Feminino
| Atleta      | Evento              | Fase preliminar      | Fase preliminar      | Fase preliminar      | Fase preliminar | Oitavas-de-final     | Quartas-de-final     | Semifinal            | Final                | Final       |
| Atleta      | Evento              | Adversário Resultado | Adversário Resultado | Adversário Resultado | Posição         | Adversário Resultado | Adversário Resultado | Adversário Resultado | Adversário Resultado | Posição     |
| ----------- | ------------------- | -------------------- | -------------------- | -------------------- | --------------- | -------------------- | -------------------- | -------------------- | -------------------- | ----------- |
| Liliana Zea | Individual feminino | Riveros (COL) D 0–2  | Mendez (ARG) D 0–2   | —                    | 3º              | Não avançou          | Não avançou          | Não avançou          | Não avançou          | Não avançou |

## Remo
Masculino
| Atleta                   | Evento        | Eliminatórias | Eliminatórias | Repescagem | Repescagem | Semifinal | Semifinal | Final   | Final   |
| Atleta                   | Evento        | Tempo         | Posição       | Tempo      | Posição    | Tempo     | Posição   | Tempo   | Posição |
| ------------------------ | ------------- | ------------- | ------------- | ---------- | ---------- | --------- | --------- | ------- | ------- |
| Jaime Machado            | Skiff simples | 7:43.70       | 4º R          | 7:39.58    | 3º SF      | 7:39.02   | 6º FB     | 7:26.52 | 12º     |
| José Guipe Jakson Vicent | Skiff duplo   | 6:51.09       | 4º R          | 6:59.10    | 5º FB      | —         | —         | 6:52.98 | 10º     |

## Saltos ornamentais
Masculino
| Atleta                     | Evento                          | Preliminar | Preliminar | Final       | Final       |
| Atleta                     | Evento                          | Pontos     | Posição    | Pontos      | Posição     |
| -------------------------- | ------------------------------- | ---------- | ---------- | ----------- | ----------- |
| Óscar Ariza                | Plataforma de 10 m              | 332.20     | 14º        | Não avançou | Não avançou |
| Jesús González             | Plataforma de 10 m              | 264.80     | 16º        | Não avançou | Não avançou |
| Oscar Ariza Jesús González | Plataforma de 10 m sincronizado | —          | —          | 322.98      | 7º          |

Feminino
| Atleta           | Evento             | Preliminar | Preliminar | Final       | Final       |
| Atleta           | Evento             | Pontos     | Posição    | Pontos      | Posição     |
| ---------------- | ------------------ | ---------- | ---------- | ----------- | ----------- |
| Elizabeth Pérez  | Trampolim de 1 m   | 202.90     | 12º Q      | 230.60      | 10º         |
| Elizabeth Pérez  | Trampolim de 3 m   | 169.05     | 16º        | Não avançou | Não avançou |
| Lisette Ramirez  | Plataforma de 10 m | 215.45     | 12º Q      | 216.85      | 11º         |
| María Betancourt | Plataforma de 10 m | 214.70     | 13º        | Não avançou | Não avançou |

## Softbol
A Venezuela classificou uma equipe feminina (de 15 atletas) após ficar entre os cinco melhores do Campeonato Pan-Americano Feminino de 2017. A equipe masculina (também de 15 atletas) classificou-se posteriormente após vencer o Campeonato Pan-Americano Masculino de 2017.
Sumário
| Equipe              | Evento    | Fase preliminar        | Fase preliminar      | Fase preliminar      | Fase preliminar        | Fase preliminar      | Fase preliminar | Semifinal            | Final do bronze      | Final                | Final   |
| Equipe              | Evento    | Adversário Resultado   | Adversário Resultado | Adversário Resultado | Adversário Resultado   | Adversário Resultado | Posição         | Adversário Resultado | Adversário Resultado | Adversário Resultado | Posição |
| ------------------- | --------- | ---------------------- | -------------------- | -------------------- | ---------------------- | -------------------- | --------------- | -------------------- | -------------------- | -------------------- | ------- |
| Venezuela masculino | Masculino | Estados Unidos · D 3–8 | Argentina · D 0–1    | Peru · V 3–0         | México · D 1–5         | Cuba · D 0–3         | 5º              | Não avançou          | Não avançou          | Não avançou          | 5º      |
| Venezuela feminino  | Feminino  | Peru · V 5–3           | Canadá · D 0–8       | México · D 3–11      | Estados Unidos · D 0–9 | Porto Rico · D 1–10  | 5º              | Não avançou          | Não avançou          | Não avançou          | 5º      |

### Masculino
Fase preliminar
|  | Equipes classificadas à fase final |

Todas as partidas seguem o fuso horário local (UTC-5).
| Seleção            | J | V | D | C+ | C- | DC  |
| ------------------ | - | - | - | -- | -- | --- |
| ARG Argentina      | 5 | 5 | 0 | 29 | 4  | +25 |
| USA Estados Unidos | 5 | 4 | 1 | 38 | 10 | +28 |
| CUB Cuba           | 5 | 3 | 2 | 33 | 22 | +11 |
| MEX México         | 5 | 2 | 3 | 31 | 23 | +8  |
| VEN Venezuela      | 5 | 1 | 4 | 7  | 17 | –10 |
| PER Peru           | 5 | 0 | 5 | 0  | 62 | –62 |

| 25 de julho 13:00 | Venezuela | 3 – 8 Ficha | Estados Unidos | Campo de Softbol, Lima Público: 0 |

| 27 de julho 10:00 | Argentina | 1 – 0 Ficha | Venezuela | Campo de Softbol, Lima Público: 612 |

| 28 de julho 16:00 | Peru | 0 – 3 Ficha | Venezuela | Campo de Softbol, Lima Público: 914 |

| 29 de julho 13:00 | Venezuela | 1 – 5 Ficha | México | Campo de Softbol, Lima Público: 0 |

| 30 de julho 10:00 | Venezuela | 0 – 3 Ficha | Cuba | Campo de Softbol, Lima Público: 274 |

### Feminino
Fase preliminar
|  | Equipes classificadas à fase final |

Todas as partidas seguem o fuso horário local (UTC-5).
| Seleção            | J | V | D | C+ | C- | DC  |
| ------------------ | - | - | - | -- | -- | --- |
| USA Estados Unidos | 5 | 5 | 0 | 37 | 1  | +36 |
| CAN Canadá         | 5 | 4 | 1 | 23 | 7  | +16 |
| PUR Porto Rico     | 5 | 3 | 2 | 18 | 12 | +6  |
| MEX México         | 5 | 2 | 3 | 20 | 17 | +3  |
| VEN Venezuela      | 5 | 1 | 4 | 9  | 41 | –32 |
| PER Peru           | 5 | 0 | 5 | 5  | 34 | –29 |

| 4 de agosto 16:00 | Venezuela | 5 – 3 Ficha | Peru | Campo de Softbol, Lima Público: 1 160 |

| 5 de agosto 13:00 | Canadá | 8 – 0 Ficha | Venezuela | Campo de Softbol, Lima Público: 0 |

| 6 de agosto 13:00 | Venezuela | 3 – 11 Ficha | México | Campo de Softbol, Lima Público: 32O |

| 7 de agosto 10:00 | Estados Unidos | 9 – 0 Ficha | Venezuela | Campo de Softbol, Lima Público: 280 |

| 8 de agosto 10:00 | Porto Rico | 10 – 1 Ficha | Venezuela | Campo de Softbol, Lima Público: 0 |

## Surfe
A Venezuela classificou seis surfistas (três homens e três mulheres) para a estreia do esporte em Jogos Pan-Americanos.
Artístico
| Atleta             | Evento             | Rodada 1                            | Rodada 2                    | Rodada 3             | Rodada 4             | Repescagem 1                          | Repescagem 2                | Repescagem 3              | Repescagem 4         | Repescagem 5         | Medalha de bronze    | Final                | Final       |
| Atleta             | Evento             | Adversário Resultado                | Adversário Resultado        | Adversário Resultado | Adversário Resultado | Adversário Resultado                  | Adversário Resultado        | Adversário Resultado      | Adversário Resultado | Adversário Resultado | Adversário Resultado | Adversário Resultado | Posição     |
| ------------------ | ------------------ | ----------------------------------- | --------------------------- | -------------------- | -------------------- | ------------------------------------- | --------------------------- | ------------------------- | -------------------- | -------------------- | -------------------- | -------------------- | ----------- |
| Francisco Bellorín | Aberto masculino   | Satt (CHI) V 11.97–9.04 Q           | Fillingim (CRC) D 7.17-7.67 | Não avançou          | Não avançou          | —                                     | Satt (CHI) V 12.67–5.66 Q   | Muñiz (ARG) D 11.10-12.17 | Não avançou          | Não avançou          | Não avançou          | Não avançou          | Não avançou |
| Armando Colucci    | Stand up masculino | Gómez (COL), de Cabo (ARG) D 3.44   | Não avançou                 | Não avançou          | Não avançou          | Diniz (BRA), de Armas (PUR) D 6.84    | Não avançou                 | Não avançou               | Não avançou          | Não avançou          | Não avançou          | Não avançou          | Não avançou |
| Rosanny Álavarez   | Aberto feminino    | Induraín (ARG) D 9-06-13.00         | Não avançou                 | Não avançou          | Não avançou          | Berrezueta (ECU) V 7.37-5.80 Q        | Induraín (ARG) D 9.27-11.40 | Não avançou               | Não avançou          | Não avançou          | Não avançou          | Não avançou          | Não avançou |
| Mariana Bermúdez   | Longboard feminino | Thompson (USA), Calmon (BRA) D 0.50 | Não avançou                 | Não avançou          | Não avançou          | Fernández (CHI), Machuca (MEX) D 3.27 | Não avançou                 | Não avançou               | Não avançou          | Não avançou          | Não avançou          | Não avançou          | Não avançou |

Corrida
| Atleta              | Evento                     | Tempo   | Posição |
| ------------------- | -------------------------- | ------- | ------- |
| Francisco Hernández | Stand up corrida masculino | 42:38.0 | 9º      |
| Edimar Luque        | Stand up corrida feminino  | 39:02.4 | 8º      |

## Taekwondo
Kyorugi
Masculino
| Atleta           | Evento | Oitavas-de-final      | Quartas-de-final     | Semifinais           | Repescagem           | Final / MB           | Final / MB  |
| Atleta           | Evento | Adversário Resultado  | Adversário Resultado | Adversário Resultado | Adversário Resultado | Adversário Resultado | Posição     |
| ---------------- | ------ | --------------------- | -------------------- | -------------------- | -------------------- | -------------------- | ----------- |
| Yohandri Granado | –58 kg | Pie (DOM) V 9-7       | Oblitas (PER) V 27-7 | Plaza (MEX) D 28-39  | —                    | Kim (USA) D 8-10     | 5º          |
| Carlos Rivas     | –80 kg | Barbosa (PUR) D 8-14  | Não avançou          | Não avançou          | Não avançou          | Não avançou          | Não avançou |
| Luis Álvarez     | –80 kg | Sansores (MEX) D 8-12 | Não avançou          | Não avançou          | Não avançou          | Não avançou          | Não avançou |

Feminino
| Atleta             | Evento | Oitavas-de-final      | Quartas-de-final     | Semifinais           | Repescagem           | Final / MB           | Final / MB  |
| Atleta             | Evento | Adversário Resultado  | Adversário Resultado | Adversário Resultado | Adversário Resultado | Adversário Resultado | Posição     |
| ------------------ | ------ | --------------------- | -------------------- | -------------------- | -------------------- | -------------------- | ----------- |
| Virginia Dellan    | –49 kg | Rodriguez (USA) D 7-8 | Não avançou          | Não avançou          | Não avançou          | Não avançou          | Não avançou |
| Adriana Martínez   | –57 kg | Villegas (MEX) D 2-13 | Não avançou          | Não avançou          | Não avançou          | Não avançou          | Não avançou |
| Adanys Cordero     | –67 kg | Dumar (COL) D 0-8     | Não avançou          | Não avançou          | Não avançou          | Não avançou          | Não avançou |
| Carolina Fernández | +67 kg | Avila (HON) V 9-9     | Acosta (MEX) D 3-7   | Não avançou          | —                    | Fidelis (BRA) D 0-7  | 5º          |

## Tênis de mesa
Masculino
| Atleta                     | Evento     | Oitavas-de-final               | Quartas-de-final     | Semifinal            | Final / MB           | Final / MB  |
| Atleta                     | Evento     | Adversário Resultado           | Adversário Resultado | Adversário Resultado | Adversário Resultado | Posição     |
| -------------------------- | ---------- | ------------------------------ | -------------------- | -------------------- | -------------------- | ----------- |
| Cecilio Correa             | Individual | Madrid (MEX) D 2-4             | Não avançou          | Não avançou          | Não avançou          | Não avançou |
| Marco Navas                | Individual | Miño (ECU) D 0-4               | Não avançou          | Não avançou          | Não avançou          | Não avançou |
| Cecilio Correa Marco Navas | Duplas     | Afanador– González (PUR) D 1-4 | Não avançou          | Não avançou          | Não avançou          | Não avançou |

Feminino
| Atleta       | Evento     | Oitavas-de-final     | Quartas-de-final     | Semifinal            | Final / MB           | Final / MB  |
| Atleta       | Evento     | Adversário Resultado | Adversário Resultado | Adversário Resultado | Adversário Resultado | Posição     |
| ------------ | ---------- | -------------------- | -------------------- | -------------------- | -------------------- | ----------- |
| Neridee Niño | Individual | Côté (CAN) V 4-2     | Díaz (PUR) D 0-4     | Não avançou          | Não avançou          | Não avançou |

Misto
| Atleta                   | Evento | Oitavas-de-final              | Quartas-de-final     | Semifinal            | Final / MB           | Final / MB  |
| Atleta                   | Evento | Adversário Resultado          | Adversário Resultado | Adversário Resultado | Adversário Resultado | Posição     |
| ------------------------ | ------ | ----------------------------- | -------------------- | -------------------- | -------------------- | ----------- |
| Marco Navas Neridee Niño | Duplas | Tsuboi– Takahashi (BRA) D 2-4 | Não avançou          | Não avançou          | Não avançou          | Não avançou |

## Tiro com arco
Masculino
| Atleta       | Evento             | Fase de ranqueamento | Fase de ranqueamento | 16-avos-de-final     | Oitavas-de-final     | Quartas-de-final     | Semifinais           | Final / MB           | Posição     |
| Atleta       | Evento             | Pontuação            | Chaveamento          | Adversário Pontuação | Adversário Pontuação | Adversário Pontuação | Adversário Pontuação | Adversário Pontuação | Posição     |
| ------------ | ------------------ | -------------------- | -------------------- | -------------------- | -------------------- | -------------------- | -------------------- | -------------------- | ----------- |
| Elías Malavé | Recurvo individual | 654                  | 17º                  | Stevens (CUB) D 5-6  | Não avançou          | Não avançou          | Não avançou          | Não avançou          | Não avançou |

Feminino
| Atleta       | Evento              | Fase de ranqueamento | Fase de ranqueamento | 16-avos-de-final        | Oitavas-de-final     | Quartas-de-final         | Semifinais           | Final / MB           | Posição     |
| Atleta       | Evento              | Pontuação            | Chaveamento          | Adversário Pontuação    | Adversário Pontuação | Adversário Pontuação     | Adversário Pontuação | Adversário Pontuação | Posição     |
| ------------ | ------------------- | -------------------- | -------------------- | ----------------------- | -------------------- | ------------------------ | -------------------- | -------------------- | ----------- |
| Mayra Méndez | Recurvo individual  | 614                  | 15º                  | Sliachticas (BRA) D 1-7 | Não avançou          | Não avançou              | Não avançou          | Não avançou          | Não avançou |
| Ana Mendoza  | Composto individual | 699                  | 2º                   | —                       | Bye                  | González (ARG) D 140-143 | Não avançou          | Não avançou          | Não avançou |

Misto
| Atleta                    | Evento          | Fase de ranqueamento | Fase de ranqueamento | Oitavas-de-final     | Quartas-de-final     | Semifinais           | Final / MB           | Posição |
| Atleta                    | Evento          | Pontuação            | Chaveamento          | Adversário Pontuação | Adversário Pontuação | Adversário Pontuação | Adversário Pontuação | Posição |
| ------------------------- | --------------- | -------------------- | -------------------- | -------------------- | -------------------- | -------------------- | -------------------- | ------- |
| Elías Malavé Mayra Méndez | Recurvo equipes | 1268                 | 10º                  | —                    | ARG Argentina D 1-5  | Não avançou          | Não avançou          | 9º      |

## Tiro esportivo
Masculino
| Atleta          | Evento                      | Classificação | Classificação | Final       | Final       |
| Atleta          | Evento                      | Pontos        | Posição       | Pontos      | Posição     |
| --------------- | --------------------------- | ------------- | ------------- | ----------- | ----------- |
| Edilio Centeno  | Pistola de ar 10 m          | 557           | 23º           | Não avançou | Não avançou |
| Felipe Beuvrin  | Pistola de ar 10 m          | Não começou   | Não começou   | Não avançou | Não avançou |
| Felipe Beuvrin  | Tiro rápido 25 m            | Não começou   | Não começou   | Não avançou | Não avançou |
| Douglas Gómez   | Tiro rápido 25 m            | 586           | 7º            | Não avançou | Não avançou |
| Julio Iemma     | Carabina de ar 10 m         | 616.6         | 12º           | Não avançou | Não avançou |
| Julio Iemma     | Carabina três posições 50 m | 1168          | 2º Q          | 394.0       | 7º          |
| Leonel Martínez | Fossa olímpica              | 113           | 15º           | Não avançou | Não avançou |

## Triatlo
Individual
| Atleta       | Evento   | Natação (1.5 km) | Trans 1 | Ciclismo (40 km) | Trans 2 | Corrida (10 km) | Total   | Posição |
| ------------ | -------- | ---------------- | ------- | ---------------- | ------- | --------------- | ------- | ------- |
| Genesis Ruiz | Feminino | 19:56            | 0:51    | 1:13:26          | 0:33    | 43:36           | 2:18:21 | 23º     |

## Vela
A Venezuela classificou 5 barcos, para um total de 6 velejadores.
Masculino
| Atleta         | Evento | Regata | Regata | Regata | Regata | Regata | Regata | Regata | Regata | Regata | Regata | Regata | Regata | Regata      | Total  | Total   |
| Atleta         | Evento | 1      | 2      | 3      | 4      | 5      | 6      | 7      | 8      | 9      | 10     | 11     | 12     | M           | Pontos | Posição |
| -------------- | ------ | ------ | ------ | ------ | ------ | ------ | ------ | ------ | ------ | ------ | ------ | ------ | ------ | ----------- | ------ | ------- |
| Daniel Flores  | RS:X   | 6      | 5      | 8      | 8      | 8      | 5      | 6      | 6      | 8      | 8      | 5      | 4      | Não avançou | 69     | 7º      |
| José Gutiérrez | Laser  | 4      | 15     | 11     | 18     | 14     | 10     | 15     | 15     | 15     | 14     | —      | —      | Não avançou | 113    | 14º     |

Feminino
| Atleta          | Evento       | Regata | Regata | Regata | Regata | Regata | Regata | Regata | Regata | Regata | Regata | Regata | Regata | Regata      | Total  | Total   |
| Atleta          | Evento       | 1      | 2      | 3      | 4      | 5      | 6      | 7      | 8      | 9      | 10     | 11     | 12     | M           | Pontos | Posição |
| --------------- | ------------ | ------ | ------ | ------ | ------ | ------ | ------ | ------ | ------ | ------ | ------ | ------ | ------ | ----------- | ------ | ------- |
| Dismary Bonillo | RS:X         | 6      | 8      | 7      | OCS    | 8      | 6      | 8      | 7      | 8      | 7      | DNF    | 6      | Não avançou | 80     | 8º      |
| Daniela Rivera  | Laser radial | 11     | 11     | 15     | 11     | 9      | 11     | 4      | 9      | 10     | 5      | —      | —      | Não avançou | 78     | 10º     |

Misto
| Atleta                 | Evento   | Regata | Regata | Regata | Regata | Regata | Regata | Regata | Regata | Regata | Regata | Regata | Regata | Regata      | Total  | Total   |
| Atleta                 | Evento   | 1      | 2      | 3      | 4      | 5      | 6      | 7      | 8      | 9      | 10     | 11     | 12     | M           | Pontos | Posição |
| ---------------------- | -------- | ------ | ------ | ------ | ------ | ------ | ------ | ------ | ------ | ------ | ------ | ------ | ------ | ----------- | ------ | ------- |
| Andrea Saba Yamil Saba | Nacra 17 | DNS    | DNS    | DNS    | DNS    | DNS    | DNS    | DNS    | DNS    | DNS    | DNS    | DNS    | DNS    | Não avançou | 132    | 11º     |

## Voleibol

### Praia
A Venezuela classificou uma dupla masculina.
Masculino
| Atleta                       | Evento    | Fase de grupos                               | Fase de grupos                               | Fase de grupos                              | Fase de grupos | Oitavas-de-final     | Quartas-de-final                                     | Semifinal                                          | Final / MB                                   | Final / MB |
| Atleta                       | Evento    | Adversário Resultado                         | Adversário Resultado                         | Adversário Resultado                        | Posição        | Adversário Resultado | Adversário Resultado                                 | Adversário Resultado                               | Adversário Resultado                         | Posição    |
| ---------------------------- | --------- | -------------------------------------------- | -------------------------------------------- | ------------------------------------------- | -------------- | -------------------- | ---------------------------------------------------- | -------------------------------------------------- | -------------------------------------------- | ---------- |
| Rolando Hernández José Gómez | Masculino | Leonardo – García (GUA) V 2–0 (21–18, 21–19) | Vásquez – Seminario (PER) V 2–0 (21–8, 21–8) | Medina – Sánchez (DOM) V 2–0 (21–14, 21–16) | 1º Q           | Bye                  | Nusbaum – Plantinga (CAN) D 1–2 (26–28, 24–22, 7–15) | Reyes – González (CUB) D 1–2 (14–21, 26–24, 12–15) | Brandão – Dealtry (BRA) D 0–2 (17–21, 11–21) | 8º         |